# Nati nel 1893
| Questa pagina contiene informazioni ricavate automaticamente dalle voci biografiche con l'ausilio del template Bio e di un bot. L'aggiornamento è periodico e automatico e ricostruisce completamente la pagina. Se manca una persona in questa lista, sei pregato di non aggiungerla, ma accertati piuttosto che la sua voce biografica contenga il template Bio e che i dati anagrafici siano correttamente compilati. Se il template Bio manca, inseriscilo tu stesso o, in alternativa, metti l'avviso {{tmp\|Bio}} che ne segnala la mancanza. Se i dati riportati sono sbagliati, correggi direttamente la voce biografica; le modifiche saranno visibili in questa lista entro pochi giorni. Per chiarimenti vedi il progetto biografie. La lista contiene solo le 1.378 persone che sono citate nell'enciclopedia e per le quali è stato implementato correttamente il template Bio. Pagina aggiornata al 18 ago 2025. |

## Gennaio(130)
- 1º gennaio - Giuseppe Chiantia, cavaliere italiano († 1971)
- 1º gennaio - Vincenzo Magliocco, generale e aviatore italiano († 1936)
- 1º gennaio - Giuseppe Monetti, calciatore italiano
- 1º gennaio - Minoru Sasaki, generale giapponese († 1961)
- 1º gennaio - Samuel Thorsteinsson, calciatore danese († 1956)
- 1º gennaio - Wilf Wild, allenatore di calcio inglese († 1950)
- 2 gennaio - Eversleigh Freeman, marciatore canadese († 1973)
- 2 gennaio - Ernst Marischka, regista, sceneggiatore e produttore cinematografico austriaco († 1963)
- 2 gennaio - Giovanni Roncon, ciclista su strada italiano († 1963)
- 2 gennaio - Félix Sellier, ciclista su strada e pistard belga († 1965)
- 2 gennaio - William Strang, I Barone Strang, diplomatico britannico († 1978)
- 3 gennaio - Pierre Drieu La Rochelle, scrittore, saggista e poeta francese († 1945)
- 3 gennaio - Rufus King, scrittore statunitense († 1966)
- 3 gennaio - Ernesto Montù, ingegnere e inventore italiano († 1981)
- 3 gennaio - Heinrich Träg, calciatore tedesco († 1976)
- 4 gennaio - André Baugé, baritono e attore francese († 1966)
- 4 gennaio - Jesslyn Fax, attrice canadese († 1975)
- 4 gennaio - Max Kleiber, biologo svizzero († 1976)
- 4 gennaio - Yone Minagawa, supercentenaria giapponese († 2007)
- 4 gennaio - Harold Wenstrom, direttore della fotografia statunitense († 1944)
- 5 gennaio - Spencer Gordon Bennet, regista cinematografico statunitense († 1987)
- 5 gennaio - Elizabeth Cotten, cantante, musicista e compositrice statunitense († 1987)
- 5 gennaio - Bryan Joseph McEntegart, arcivescovo cattolico statunitense († 1968)
- 5 gennaio - Joost Schmidt, tipografo e pittore tedesco († 1948)
- 5 gennaio - Madame Yevonde, fotografa britannica († 1975)
- 5 gennaio - Paramahansa Yogananda, filosofo, mistico e scrittore indiano († 1952)
- 6 gennaio - Mikheil Gelovani, attore georgiano († 1956)
- 6 gennaio - Epifanio Li Puma, politico e sindacalista italiano († 1948)
- 6 gennaio - Vincas Mykolaitis-Putinas, scrittore e poeta lituano († 1967)
- 6 gennaio - Bigio Vielmi, calciatore italiano († 1963)
- 7 gennaio - Franco Bontadini, medico e calciatore italiano († 1943)
- 7 gennaio - Arturo Bragaglia, attore italiano († 1962)
- 7 gennaio - Ragnar Halvorsen, calciatore norvegese († 1933)
- 7 gennaio - Rolf Nesch, pittore norvegese († 1975)
- 7 gennaio - Vasilij Oščepkov, artista marziale russo († 1938)
- 8 gennaio - Flo Hart, attrice statunitense († 1960)
- 8 gennaio - Ernst Hess, aviatore tedesco († 1917)
- 8 gennaio - László Hudec, architetto slovacco († 1958)
- 8 gennaio - Roman Stepanovyč Smal'-Stoc'kyj, filologo e diplomatico ucraino († 1969)
- 9 gennaio - Fernande Barrey, modella e pittrice francese († 1960)
- 9 gennaio - Gu Zhutong, generale e politico cinese († 1987)
- 9 gennaio - Pierre Renouvin, storico francese († 1974)
- 10 gennaio - Hilding Ekman, mezzofondista svedese († 1966)
- 10 gennaio - Vicente Huidobro, poeta cileno († 1948)
- 11 gennaio - Paul Gurran, generale tedesco († 1944)
- 11 gennaio - Marino Magnani, politico e partigiano italiano († 1964)
- 11 gennaio - Giovanni Maresca Donnorso di Serracapriola, militare, politico e imprenditore italiano († 1971)
- 11 gennaio - Tancredi Pasero, basso italiano († 1983)
- 12 gennaio - Arnoldo Ellerman, compositore di scacchi argentino († 1969)
- 12 gennaio - Romolo Ferrario, calciatore italiano († 1973)
- 12 gennaio - Hermann Göring, politico, generale e criminale di guerra tedesco († 1946)
- 12 gennaio - Nick Grinde, regista e sceneggiatore statunitense († 1979)
- 12 gennaio - Michail Iosifovič Gurevič, ingegnere aeronautico sovietico († 1976)
- 12 gennaio - Karl Viktorovič Pauker, militare sovietico († 1937)
- 12 gennaio - Alfred Rosenberg, politico, saggista e criminale di guerra tedesco († 1946)
- 12 gennaio - Edward Selzer, produttore cinematografico statunitense († 1970)
- 13 gennaio - Alessandro Buzio, aviatore italiano († 1972)
- 13 gennaio - Gösta Sandahl, pattinatore artistico su ghiaccio svedese
- 13 gennaio - Clark Ashton Smith, poeta, scultore e pittore statunitense († 1961)
- 13 gennaio - Chaïm Soutine, pittore russo († 1943)
- 14 gennaio - Giuseppe Boattini, architetto e pittore italiano († 1967)
- 14 gennaio - Albert Jourda, calciatore francese († 1961)
- 14 gennaio - Federico Lazzaro, politico italiano († 1970)
- 14 gennaio - Eugenio Porrati, calciatore italiano († 1952)
- 14 gennaio - Cesco Tomaselli, giornalista e scrittore italiano († 1963)
- 15 gennaio - Bramante Cucini, sindacalista e politico italiano († 1936)
- 15 gennaio - Dragiša Cvetković, politico jugoslavo († 1969)
- 15 gennaio - Wilhelm Grimmelmann, ginnasta danese († 1959)
- 15 gennaio - Ivor Novello, attore, compositore e sceneggiatore gallese († 1951)
- 15 gennaio - Urho Peltonen, giavellottista finlandese († 1951)
- 15 gennaio - Giorgio di Sassonia, principe († 1943)
- 16 gennaio - Alfred Engelsen, ginnasta e tuffatore norvegese († 1966)
- 16 gennaio - Odoardo Spadaro, cantautore, attore e cabarettista italiano († 1965)
- 18 gennaio - Enio Gnudi, politico, sindacalista e antifascista italiano († 1949)
- 18 gennaio - Jorge Guillén, poeta e scrittore spagnolo († 1984)
- 18 gennaio - Mike McDermott, nuotatore e pallanuotista statunitense († 1970)
- 18 gennaio - Hans Schlemmer, generale tedesco († 1973)
- 18 gennaio - Henryk Śniegocki, insegnante polacco († 1971)
- 19 gennaio - Zygmunt Bohusz-Szyszko, generale polacco († 1982)
- 19 gennaio - Johannes Dieckmann, giornalista e politico tedesco († 1969)
- 19 gennaio - Bernardo Melacci, anarchico e antifascista italiano († 1943)
- 20 gennaio - Georg Åberg, triplista e lunghista svedese († 1946)
- 20 gennaio - Percy Barton, calciatore inglese († 1961)
- 20 gennaio - Gian Mario Beltrami, generale e aviatore italiano († 1936)
- 20 gennaio - Matthew Boulton, attore cinematografico e attore teatrale britannico († 1962)
- 20 gennaio - Carlo Mazzaresi, militare italiano († 1915)
- 21 gennaio - Luigi Battistelli, avvocato e partigiano italiano († 1937)
- 21 gennaio - Silvio Canevari, scultore e pittore italiano († 1931)
- 21 gennaio - Gaetano Catalano Gonzaga, ammiraglio italiano († 1977)
- 21 gennaio - Paolo Ruini, calciatore italiano († 1916)
- 22 gennaio - Sverre Jensen, calciatore norvegese († 1963)
- 22 gennaio - Ludy Langer, nuotatore statunitense († 1984)
- 22 gennaio - Herman C. Raymaker, regista e sceneggiatore statunitense († 1944)
- 22 gennaio - Conrad Veidt, attore tedesco († 1943)
- 22 gennaio - Frankie Yale, mafioso italiano († 1928)
- 23 gennaio - Salvatore Campochiaro, attore italiano († 1983)
- 23 gennaio - Frank Carlson, politico statunitense († 1987)
- 23 gennaio - Harold French Dodge, statistico statunitense († 1976)
- 23 gennaio - Sven-Olof Jonsson, ginnasta svedese († 1945)
- 23 gennaio - Giosuè Lombardi, ciclista su strada italiano († 1959)
- 23 gennaio - Donald MacBride, attore statunitense († 1957)
- 24 gennaio - Rudolf Donhardt, calciatore austriaco († 1923)
- 24 gennaio - Erik Friborg, ciclista su strada svedese († 1968)
- 24 gennaio - Alfonso Ortiz Tirado, tenore e medico messicano († 1960)
- 24 gennaio - Viktor Borisovič Šklovskij, scrittore, critico letterario e sceneggiatore russo († 1984)
- 25 gennaio - Archimede Bottazzi, orafo italiano
- 25 gennaio - Webster Campbell, attore, regista e sceneggiatore statunitense († 1972)
- 25 gennaio - Italo Formichella, avvocato e politico italiano († 1978)
- 25 gennaio - Louise Weiss, giornalista, politica e scrittrice francese († 1983)
- 26 gennaio - Luigi Andreoli, calciatore italiano († 1955)
- 26 gennaio - Alfredo Cucco, politico e medico italiano († 1968)
- 26 gennaio - Frank Nighbor, hockeista su ghiaccio canadese († 1966)
- 26 gennaio - Giuseppe Genco Russo, mafioso e politico italiano († 1976)
- 27 gennaio - Willy Böckl, pattinatore artistico su ghiaccio austriaco († 1975)
- 27 gennaio - Oskari Friman, lottatore finlandese († 1933)
- 27 gennaio - Song Qingling, politica cinese († 1981)
- 28 gennaio - Adolf Aber, musicologo e critico musicale tedesco († 1960)
- 28 gennaio - Giuseppe Babbi, politico e sindacalista italiano († 1969)
- 28 gennaio - Pëtr Grigor'evič Bogatyrëv, etnografo e docente russo († 1971)
- 28 gennaio - Kurt Katch, attore polacco († 1958)
- 28 gennaio - Edwin B. Willis, scenografo statunitense († 1963)
- 29 gennaio - Marțian Negrea, compositore rumeno († 1973)
- 29 gennaio - Alessandro Ruffini, militare italiano († 1917)
- 30 gennaio - Enrico Crotti, allenatore di calcio e calciatore italiano († 1954)
- 30 gennaio - Pietro Tresso, politico e antifascista italiano († 1943)
- 31 gennaio - Camillo Bellieni, politico e storico italiano († 1975)
- 31 gennaio - Hryhorij Lakota, vescovo cattolico ucraino († 1950)
- 31 gennaio - Arkadij Aleksandrovič Plastov, pittore e incisore russo († 1972)
- 31 gennaio - Freya Stark, viaggiatrice e scrittrice britannica († 1993)
- 31 gennaio - Yadvendra Singh Judeo, principe e politico indiano († 1963)

## Febbraio(107)
- 1º febbraio - Josef Hagler, calciatore austriaco († 1972)
- 1º febbraio - Giovanni Scatturin, canottiere italiano († 1951)
- 2 febbraio - Bruno Fallaci, giornalista italiano († 1972)
- 2 febbraio - Otto Fretter-Pico, generale tedesco († 1966)
- 2 febbraio - Cornelius Lanczos, matematico e fisico ungherese († 1974)
- 2 febbraio - Guido Natoli, politico italiano († 1966)
- 2 febbraio - Dick Pym, calciatore inglese († 1988)
- 2 febbraio - Damdiny Sùchbaatar, rivoluzionario, generale e politico mongolo († 1923)
- 3 febbraio - Gaston Julia, matematico francese († 1978)
- 3 febbraio - Léon Lommel, vescovo cattolico lussemburghese († 1978)
- 3 febbraio - Karl Patzelt, aviatore austro-ungarico († 1918)
- 3 febbraio - Emma Roldán, attrice e costumista messicana († 1978)
- 3 febbraio - Federico Trecco, politico e militare italiano († 1977)
- 4 febbraio - Elsie Cameron Corbett, militare britannica († 1977)
- 4 febbraio - Raymond Dart, antropologo, paleontologo e anatomista australiano († 1988)
- 4 febbraio - Mario Meneghetti, calciatore italiano († 1942)
- 4 febbraio - Franz Merke, chirurgo svizzero († 1975)
- 5 febbraio - Alsing Andersen, politico danese († 1962)
- 5 febbraio - Henry Hay, nuotatore australiano († 1952)
- 5 febbraio - Roman Ingarden, filosofo polacco († 1970)
- 6 febbraio - Theodore Cole, criminale statunitense († 1937)
- 6 febbraio - Renato De Censi, calciatore e militare italiano († 1919)
- 6 febbraio - Ruth Royce, attrice statunitense († 1971)
- 7 febbraio - Valerij Ivanovič Mežlauk, politico sovietico († 1938)
- 7 febbraio - Jean Louis Négadelle, ammiraglio francese († 1944)
- 7 febbraio - Doris Schroeder, scrittrice e sceneggiatrice statunitense († 1981)
- 9 febbraio - Georgios Athanasiadis-Novas, avvocato e politico greco († 1987)
- 9 febbraio - Antonino Fazio, militare italiano († 1951)
- 9 febbraio - Mario Gramsci, militare italiano († 1945)
- 9 febbraio - Gino Corrado, attore italiano († 1982)
- 10 febbraio - Jimmy Durante, cantante, pianista e attore statunitense († 1980)
- 10 febbraio - Henry Healless, calciatore inglese († 1972)
- 10 febbraio - Giuseppe Mancini, militare italiano († 1917)
- 10 febbraio - Sándor Takács, scacchista ungherese († 1932)
- 10 febbraio - Bill Tilden, tennista statunitense († 1953)
- 11 febbraio - Osiride Brovedani, imprenditore e filantropo italiano († 1970)
- 11 febbraio - Vincenzo Chiola, politico italiano († 1964)
- 11 febbraio - Natalia Mola, pittrice italiana († 1981)
- 11 febbraio - Nan Shepherd, scrittrice e poetessa scozzese († 1981)
- 12 febbraio - Walter Bauer, chimico tedesco († 1968)
- 12 febbraio - Omar Bradley, generale statunitense († 1981)
- 12 febbraio - Marcel Minnaert, astronomo belga († 1970)
- 12 febbraio - Giovanni Muzio, architetto italiano († 1982)
- 12 febbraio - Fred Albert Shannon, storico statunitense († 1963)
- 12 febbraio - Udaybhanu Singh, principe indiano († 1954)
- 12 febbraio - Francisco Rolão Preto, politico, giornalista e sindacalista portoghese († 1977)
- 13 febbraio - Giuseppe Capponi, architetto e scenografo italiano († 1936)
- 13 febbraio - Edward Aloysius Fitzgerald, vescovo cattolico statunitense († 1972)
- 13 febbraio - Alfréd Schaffer, calciatore e allenatore di calcio ungherese († 1945)
- 13 febbraio - Pierre Vladimiroff, ballerino e insegnante russo († 1970)
- 14 febbraio - Amedeo Girard, attore italiano († 1972)
- 14 febbraio - Vincenzo Savini, politico italiano († 1967)
- 15 febbraio - Vittorio Ambrosini, militare e giornalista italiano († 1971)
- 15 febbraio - Salvatore Catalanotte, mafioso italiano († 1930)
- 15 febbraio - Fernando Cavallini, schermidore italiano († 1976)
- 15 febbraio - Walter Donaldson, compositore statunitense († 1947)
- 15 febbraio - Josefa Edralin, insegnante filippina († 1988)
- 15 febbraio - James Phinney Baxter III, storico statunitense († 1975)
- 16 febbraio - Katharine Cornell, attrice teatrale e scrittrice statunitense († 1974)
- 16 febbraio - Emil Dorian, poeta, scrittore e medico rumeno († 1956)
- 16 febbraio - Julian Grobelny, attivista polacco († 1944)
- 16 febbraio - Michail Nikolaevič Tuchačevskij, generale sovietico († 1937)
- 17 febbraio - Ezio Cortesia, ciclista su strada italiano († 1966)
- 17 febbraio - Gustav Höhne, generale tedesco († 1951)
- 17 febbraio - Alfredo Montori, pittore, scenografo e architetto italiano († 1974)
- 18 febbraio - Juan Culiolo, imprenditore e dirigente sportivo argentino († 1984)
- 18 febbraio - Friedrich Engel-Jànosi, storico austriaco († 1978)
- 19 febbraio - Boris Pavlovič Belousov, chimico e biofisico sovietico († 1970)
- 19 febbraio - Guido Brunner, militare italiano († 1916)
- 19 febbraio - Cedric Hardwicke, attore britannico († 1964)
- 19 febbraio - John Hawkesworth, generale britannico († 1945)
- 19 febbraio - Pietro Pancrazi, scrittore e critico letterario italiano († 1952)
- 19 febbraio - Giuseppe Ugo Papi, economista italiano († 1989)
- 20 febbraio - Mario Bellusi, poeta, incisore e fotografo italiano († 1955)
- 20 febbraio - Russel Crouse, scrittore statunitense († 1966)
- 20 febbraio - Martin Johansen, calciatore norvegese († 1989)
- 20 febbraio - Gabrielle Petit, infermiera e partigiana belga († 1916)
- 20 febbraio - Stavro Vinjau, politico e avvocato albanese († 1975)
- 21 febbraio - Hanna Honthy, cantante e attrice ungherese († 1978)
- 21 febbraio - Gunnar Malmquist, astronomo svedese († 1982)
- 21 febbraio - Andrés Segovia, chitarrista e compositore spagnolo († 1987)
- 21 febbraio - Remo Vigorelli, politico, banchiere e dirigente d'azienda italiano († 1977)
- 22 febbraio - Edgardo Bazzini, imprenditore italiano († 1969)
- 22 febbraio - Karl Casper, generale tedesco († 1970)
- 22 febbraio - Tom Forman, attore, regista e sceneggiatore statunitense († 1926)
- 22 febbraio - Harald Friis, ingegnere danese († 1976)
- 22 febbraio - Matti Raivio, fondista finlandese († 1957)
- 23 febbraio - Roberto Cozzi, militare italiano († 1918)
- 23 febbraio - Vinzenz Dittrich, allenatore di calcio e calciatore austriaco († 1965)
- 23 febbraio - Carl Gripenstedt, schermidore svedese († 1981)
- 23 febbraio - Michele Guerrisi, scultore italiano († 1963)
- 23 febbraio - Nella Mortara, fisica italiana († 1988)
- 23 febbraio - I. A. Richards, critico letterario, scrittore e insegnante britannico († 1979)
- 23 febbraio - Alvar Thiel, velista svedese († 1973)
- 24 febbraio - Marco Antonetto, imprenditore e dirigente sportivo italiano († 1955)
- 24 febbraio - Dirk Boonstra, poliziotto olandese († 1944)
- 24 febbraio - Christian Dell, designer tedesco († 1974)
- 25 febbraio - Edvin Adolphson, attore e regista svedese († 1979)
- 25 febbraio - Alfredo Bertone, attore italiano († 1927)
- 26 febbraio - Fulcieri Paulucci di Calboli, militare italiano († 1919)
- 26 febbraio - Umberto Sclanizza, attore italiano († 1951)
- 26 febbraio - Roberto José Tavella, arcivescovo cattolico argentino († 1963)
- 27 febbraio - Rodolfo De Angelis, cantautore, drammaturgo e attore teatrale italiano († 1965)
- 28 febbraio - Paolo Denza, pianista, compositore e insegnante italiano († 1955)
- 28 febbraio - Pierre Gastiger, calciatore francese († 1943)
- 28 febbraio - Vsevolod Illarionovič Pudovkin, regista sovietico († 1953)
- 28 febbraio - Sidney Smith, attore e regista statunitense († 1928)

## Marzo(117)
- 1º marzo - Mercedes de Acosta, poetessa e scrittrice statunitense († 1968)
- 1º marzo - Giorgio Gandini, ingegnere e architetto italiano († 1963)
- 1º marzo - Edlef Köppen, militare, scrittore e editore tedesco († 1939)
- 1º marzo - 'Anaseini Takipō, regina tongana († 1918)
- 2 marzo - Antonio Lamaro, imprenditore italiano († 1963)
- 2 marzo - Helena Makowska, attrice polacca († 1964)
- 2 marzo - Carlo Salsa, giornalista, scrittore e sceneggiatore italiano († 1962)
- 2 marzo - Otto Völker, calciatore tedesco († 1945)
- 3 marzo - Hanya Holm, danzatrice e coreografa tedesca († 1992)
- 3 marzo - Ileana Leonidoff, danzatrice, coreografa e attrice russa († 1968)
- 3 marzo - Beatrice Wood, artista, ceramista e attrice statunitense († 1998)
- 4 marzo - Cletus Andersson, pallanuotista svedese († 1971)
- 4 marzo - Luigi Cassani, pittore e politico italiano († 1946)
- 4 marzo - Aleksanteri Toivola, lottatore finlandese († 1987)
- 5 marzo - Francesco Angelino, militare italiano († 1990)
- 5 marzo - Günther Angern, generale tedesco († 1943)
- 5 marzo - Bruno Barosi, cuoco italiano († 1969)
- 5 marzo - Alessio De Paolis, tenore italiano († 1964)
- 5 marzo - Ugo Fiorelli, militare italiano († 1941)
- 5 marzo - Edoardo Mariani, calciatore italiano († 1956)
- 5 marzo - Adriano Monti, aviatore e generale italiano
- 5 marzo - Konstantin Muraviev, politico bulgaro († 1965)
- 5 marzo - Claudio Rivera Macías, generale spagnolo († 1971)
- 6 marzo - Fritz Otto Bernert, militare e aviatore tedesco († 1918)
- 6 marzo - Romano Cocchi, sindacalista, giornalista e antifascista italiano († 1944)
- 6 marzo - Barry Jones, attore britannico († 1981)
- 6 marzo - Furry Lewis, cantante e chitarrista statunitense († 1981)
- 6 marzo - Gus Meins, regista tedesco († 1940)
- 6 marzo - Alberto Marcovecchio, calciatore argentino († 1958)
- 6 marzo - Hans Schöchlin, canottiere svizzero († 1978)
- 7 marzo - Constantin Heldmann, generale tedesco († 1965)
- 7 marzo - Luitpold Popp, calciatore tedesco († 1968)
- 7 marzo - Thomas Roberts, arcivescovo cattolico britannico († 1976)
- 8 marzo - Viktor Deni, disegnatore russo († 1946)
- 8 marzo - 'Abd al-Rahman 'Azzam, diplomatico egiziano († 1976)
- 9 marzo - Claude France, attrice francese († 1928)
- 9 marzo - Roberto Fronte, calciatore italiano
- 9 marzo - Hans Münch, direttore d'orchestra, compositore e violoncellista francese († 1983)
- 10 marzo - Georg Wellhöfer, allenatore di calcio e calciatore tedesco († 1968)
- 10 marzo - Gigiotti Zanini, architetto e pittore italiano († 1962)
- 11 marzo - Charles Delporte, schermidore belga († 1960)
- 11 marzo - Einar Olsen, ginnasta danese († 1949)
- 11 marzo - Leopold Szondi, psichiatra ungherese († 1986)
- 12 marzo - Wilhelmina Asbeek-Brusse, partigiana olandese († 1993)
- 12 marzo - Jean Brochard, attore francese († 1972)
- 12 marzo - Léopold Clabots, ginnasta belga
- 12 marzo - Leonardo D'Addabbo, bibliotecario e politico italiano († 1959)
- 12 marzo - Erwin Planck, politico tedesco († 1945)
- 13 marzo - Menachem Birnbaum, illustratore e artista austriaco († 1944)
- 13 marzo - Jean Börlin, ballerino e coreografo svedese († 1930)
- 13 marzo - Wim van Eck, calciatore olandese († 1967)
- 13 marzo - Irene Mawer, mimo e insegnante britannica († 1962)
- 14 marzo - Emilio Canzi, partigiano italiano († 1945)
- 14 marzo - Franco Lo Giudice, tenore italiano († 1990)
- 14 marzo - Silvio Raso, calciatore italiano († 1931)
- 15 marzo - Arthur Hornblow, produttore cinematografico statunitense († 1976)
- 15 marzo - Robert Lemaignen, politico francese († 1980)
- 15 marzo - Jules Moch, politico, partigiano e ingegnere francese († 1985)
- 15 marzo - Andreas Rasmussen, hockeista su prato danese († 1967)
- 15 marzo - Modesto Valle, calciatore italiano († 1979)
- 16 marzo - Gaetano Aneris, avvocato e politico italiano
- 16 marzo - Isobel Elsom, attrice inglese († 1981)
- 16 marzo - Maria Orska, attrice tedesca († 1930)
- 16 marzo - William Cavendish-Bentinck, VII duca di Portland, politico inglese († 1977)
- 17 marzo - Patricio Arabolaza, calciatore spagnolo († 1935)
- 17 marzo - Eileen J. Garrett, parapsicologa irlandese († 1970)
- 17 marzo - Arthur Lindfors, lottatore finlandese († 1977)
- 17 marzo - Otto Silber, calciatore estone († 1940)
- 18 marzo - Bai Chongxi, generale e politico cinese († 1966)
- 18 marzo - Costante Girardengo, ciclista su strada e pistard italiano († 1978)
- 18 marzo - Wilfred Owen, poeta e militare britannico († 1918)
- 18 marzo - Ottavio Rolle, generale italiano († 1958)
- 18 marzo - Bruno Sacchiero, pittore italiano († 1918)
- 19 marzo - Giuseppe Praga, storico e archivista italiano († 1958)
- 19 marzo - José María Velasco Ibarra, politico ecuadoriano († 1979)
- 20 marzo - Theodor Krancke, ammiraglio tedesco († 1973)
- 21 marzo - Sverre Andersen, calciatore norvegese († 1947)
- 21 marzo - Vincenzo Baccalà, antifascista italiano († 1937)
- 21 marzo - Mario Ceconi di Montececon, scultore italiano († 1980)
- 21 marzo - Eugénie Droz, editrice e storica svizzera († 1976)
- 21 marzo - Sidney Franklin, regista, produttore cinematografico e attore statunitense († 1972)
- 22 marzo - Guido Galletti, scultore italiano († 1977)
- 22 marzo - Manfred Noa, regista, scenografo e produttore cinematografico tedesco († 1930)
- 23 marzo - Enrico Malerba, calciatore italiano († 1959)
- 23 marzo - Renzo Monti, calciatore italiano
- 23 marzo - Johnny Wilson, pugile statunitense († 1985)
- 23 marzo - Alfred Rittmann, vulcanologo svizzero († 1980)
- 23 marzo - René Vermandel, ciclista su strada, ciclocrossista e pistard belga († 1958)
- 23 marzo - Franz von Vecsey, violinista ungherese († 1935)
- 24 marzo - Walter Baade, astronomo tedesco († 1960)
- 24 marzo - Gastone Brilli-Peri, ciclista su strada, pilota motociclistico e pilota automobilistico italiano († 1930)
- 24 marzo - Marjorie Brierley, psicologa britannica († 1984)
- 24 marzo - George Sisler, giocatore di baseball e allenatore di baseball statunitense († 1973)
- 24 marzo - Emmy Sonnemann, attrice tedesca († 1973)
- 25 marzo - Gino Allegri, militare e aviatore italiano († 1918)
- 25 marzo - Manlio Candrilli, militare italiano († 1945)
- 25 marzo - Secondo Meneghetti, militare italiano († 1941)
- 25 marzo - Pedro Muguruza, architetto e politico spagnolo († 1952)
- 25 marzo - Romolo Ticconi, aviatore italiano († 1919)
- 26 marzo - James Bryant Conant, chimico statunitense († 1978)
- 26 marzo - Palmiro Togliatti, politico, giornalista e economista italiano († 1964)
- 27 marzo - George Beranger, attore e regista australiano († 1973)
- 27 marzo - Karl Mannheim, sociologo tedesco († 1947)
- 27 marzo - Giacinto Rovella, politico italiano († 1967)
- 28 marzo - Julius Buckler, militare e aviatore tedesco († 1960)
- 28 marzo - Antonio Lago, ingegnere italiano († 1960)
- 28 marzo - Mario Malagoli, calciatore italiano († 1930)
- 28 marzo - Spyros Skouras, produttore cinematografico greco († 1971)
- 29 marzo - Gino Baroncini, sindacalista e dirigente d'azienda italiano († 1970)
- 29 marzo - Dora Carrington, pittrice britannica († 1932)
- 29 marzo - Arthur Gäbelein, calciatore tedesco († 1964)
- 30 marzo - Dennis Hoey, attore britannico († 1960)
- 31 marzo - André Herbemont, ingegnere francese († 1966)
- 31 marzo - Clemens Krauss, direttore d'orchestra e impresario teatrale austriaco († 1954)
- 31 marzo - Alfredo Pezzana, schermidore e dirigente sportivo italiano († 1986)
- 31 marzo - Frank Scalice, mafioso italiano († 1957)
- 31 marzo - Salvatore Zappalà, militare italiano († 1942)

## Aprile(118)
- 1º aprile - Cicely Courtneidge, attrice britannica († 1980)
- 1º aprile - Eusebio Delfín, compositore, musicista e cantante cubano († 1965)
- 1º aprile - Ugo Mutti, imprenditore italiano († 1980)
- 1º aprile - Valerio Vallero, militare italiano († 1915)
- 3 aprile - Bernard Faÿ, storico e saggista francese († 1978)
- 3 aprile - Leslie Howard, attore, regista e produttore cinematografico britannico († 1943)
- 3 aprile - Maud Duff, principessa britannica († 1945)
- 3 aprile - Camillo Palmerini, architetto italiano († 1967)
- 3 aprile - Frank Roberts, calciatore inglese († 1961)
- 3 aprile - George Wadsworth, diplomatico statunitense († 1958)
- 4 aprile - Isidoro Fagoaga, tenore spagnolo († 1976)
- 4 aprile - Richard Rosson, regista e attore statunitense († 1953)
- 4 aprile - Wilhelm Rady, allenatore di calcio ungherese
- 5 aprile - Frithjof Andersen, lottatore norvegese († 1975)
- 5 aprile - Ugo Ruggeri, ciclista su strada italiano († 1990)
- 5 aprile - Pal Szabó, scrittore ungherese († 1971)
- 5 aprile - Clas Thunberg, pattinatore di velocità su ghiaccio finlandese († 1973)
- 6 aprile - Cesare Caravaglios, musicologo, direttore di banda e compositore italiano († 1937)
- 6 aprile - Panfilo Di Cioccio, sindacalista, anarchico e antifascista italiano
- 7 aprile - Allen Welsh Dulles, diplomatico, agente segreto e avvocato statunitense († 1969)
- 7 aprile - Alberto Fogagnolo, politico italiano († 1952)
- 7 aprile - Gina Manès, attrice francese († 1989)
- 7 aprile - Claudio Sánchez-Albornoz, storico e arabista spagnolo († 1984)
- 7 aprile - Almada Negreiros, pittore e poeta portoghese († 1970)
- 8 aprile - Grace Cunard, attrice, sceneggiatrice e regista statunitense († 1967)
- 8 aprile - Attilio Maggiani, allenatore di calcio e calciatore italiano († 1965)
- 9 aprile - Gyula Glykais, schermidore ungherese († 1948)
- 9 aprile - Victor Mallet, diplomatico britannico († 1969)
- 11 aprile - Dean Acheson, politico statunitense († 1971)
- 11 aprile - Leopold Kiesling, calciatore austriaco
- 11 aprile - Nicola Lisi, scrittore italiano († 1975)
- 11 aprile - Bert McCaffrey, hockeista su ghiaccio canadese († 1955)
- 11 aprile - John Nash, pittore britannico († 1977)
- 11 aprile - Frances Schroth, nuotatrice statunitense († 1961)
- 12 aprile - Hans Bühler, cavaliere svizzero († 1967)
- 12 aprile - Robert Harron, attore statunitense († 1920)
- 12 aprile - Henry Oberholzer, ginnasta britannico († 1953)
- 12 aprile - Angelus Walz, religioso svizzero († 1978)
- 13 aprile - Augusto De Marsanich, politico e giornalista italiano († 1973)
- 13 aprile - Günther Krappe, generale tedesco († 1981)
- 13 aprile - Emilio Oribe, poeta uruguaiano († 1975)
- 14 aprile - Bruno Cassinelli, avvocato e politico italiano († 1970)
- 14 aprile - Armando Fresa, politico e ingegnere italiano († 1957)
- 14 aprile - Alberto Helios Gagliardo, pittore e incisore italiano († 1987)
- 15 aprile - Guido Agosti, militare italiano († 1942)
- 15 aprile - Gale Henry, attrice statunitense († 1972)
- 15 aprile - Luigi Mascherpa, ufficiale italiano († 1944)
- 15 aprile - William C. McGann, regista e direttore della fotografia statunitense († 1977)
- 15 aprile - Gunnar Sundman, nuotatore svedese († 1946)
- 16 aprile - Elisaveta Bagrjana, poetessa bulgara († 1991)
- 16 aprile - Arturo Codignola, giornalista italiano († 1971)
- 16 aprile - Federico Mompou, compositore e pianista spagnolo († 1987)
- 16 aprile - John Norton, ostacolista statunitense († 1979)
- 16 aprile - William Shea, montatore e regista canadese († 1961)
- 16 aprile - Paul Sloane, sceneggiatore, regista e produttore cinematografico statunitense († 1963)
- 16 aprile - Camillo Sommariva, aviatore italiano († 1918)
- 17 aprile - Hans Bohnenkamp, pedagogista tedesco († 1977)
- 17 aprile - Marguerite Broquedis, tennista francese († 1983)
- 17 aprile - Irene Castle, danzatrice e attrice statunitense († 1969)
- 17 aprile - Emanuel Moravec, ufficiale e scrittore ceco († 1945)
- 17 aprile - Faina Ševčenko, attrice teatrale russa († 1971)
- 18 aprile - Antonio Conforti, politico e avvocato italiano
- 18 aprile - Augusto De Gasperi, dirigente d'azienda, banchiere e politico italiano († 1966)
- 18 aprile - Oreste Emanuelli, pittore italiano († 1977)
- 18 aprile - Violette Morris, pesista, giavellottista e calciatrice francese († 1944)
- 18 aprile - Diego Pozzetto, attore italiano († 1988)
- 18 aprile - Jo Swerling, drammaturgo, paroliere e sceneggiatore statunitense († 1964)
- 19 aprile - Gaspare Cannone, critico letterario, giornalista e anarchico italiano († 1963)
- 19 aprile - Lojze Dolinar, scultore sloveno († 1970)
- 19 aprile - Lorenzo Montano, scrittore e poeta italiano († 1958)
- 19 aprile - Ettore Bernardo Rosboch, politico, economista e banchiere italiano († 1944)
- 19 aprile - Victor Verschueren, bobbista e hockeista su ghiaccio belga
- 19 aprile - Fritz Zulauf, tiratore a segno svizzero († 1941)
- 20 aprile - Giorgio Croci, velocista italiano († 1968)
- 20 aprile - Harold Lloyd, attore, regista e produttore cinematografico statunitense († 1971)
- 20 aprile - Joan Miró, pittore, scultore e ceramista spagnolo († 1983)
- 20 aprile - Otto Pretzl, orientalista e arabista tedesco († 1941)
- 20 aprile - Edna Parker, supercentenaria statunitense († 2008)
- 20 aprile - Herrmann Ungar, scrittore ceco († 1929)
- 21 aprile - Romeo Bertini, maratoneta e mezzofondista italiano († 1973)
- 21 aprile - Walter Christaller, geografo e economista tedesco († 1969)
- 21 aprile - Carlo Gardan, militare italiano († 1918)
- 21 aprile - Matsuji Ijūin, ammiraglio giapponese († 1944)
- 21 aprile - Cesare Pallavicino, ingegnere italiano († 1976)
- 21 aprile - Lorenzo Tio, clarinettista, oboista e sassofonista statunitense († 1933)
- 22 aprile - Husayn Bey, principe della Corona di Tunisia, principe tunisino († 1969)
- 22 aprile - James Willard, tennista australiano († 1968)
- 23 aprile - Stane Derganc, ginnasta jugoslavo († 1981)
- 23 aprile - Margherita Nicosia, attrice italiana († 1965)
- 23 aprile - Rikard Nordstrøm, ginnasta danese († 1955)
- 23 aprile - Umberto Preziotti, dirigente pubblico, architetto e militare italiano († 1978)
- 23 aprile - Mahmud Shaltut, imam e teologo egiziano († 1963)
- 23 aprile - Thomas-Emil von Wickede, generale tedesco († 1944)
- 23 aprile - Jorge de Lima, scrittore, poeta e politico brasiliano († 1953)
- 24 aprile - Henry Bailey, tiratore a segno statunitense († 1972)
- 24 aprile - Alan Morton, calciatore scozzese († 1971)
- 25 aprile - Ludwig Hautzmayer, militare e aviatore austro-ungarico († 1936)
- 25 aprile - Umberto Postiglione, anarchico italiano († 1924)
- 25 aprile - Olga Visentini, scrittrice, traduttrice e docente italiana († 1961)
- 26 aprile - Wunibald Kamm, ingegnere e designer tedesco († 1966)
- 26 aprile - Franz Wenzler, regista tedesco († 1942)
- 27 aprile - Norman Bel Geddes, architetto, designer e scenografo statunitense († 1958)
- 27 aprile - Wallace Osgood Fenn, fisiologo statunitense († 1971)
- 27 aprile - Draža Mihailović, generale jugoslavo († 1946)
- 27 aprile - Paolo Karađorđević, principe († 1976)
- 28 aprile - Pietro Gerardo Jansen, navigatore e scrittore italiano († 1963)
- 28 aprile - Ettore Quaglierini, antifascista italiano († 1953)
- 28 aprile - Carl Peter Vaernet, medico danese († 1965)
- 28 aprile - Enrico Zambonini, anarchico italiano († 1944)
- 29 aprile - Amílcar Barbuy, allenatore di calcio e calciatore brasiliano († 1965)
- 29 aprile - Ellen Brockhöft, pattinatrice artistica su ghiaccio tedesca († 1977)
- 29 aprile - Johann Reichhart, boia tedesco († 1972)
- 29 aprile - Ellis Le Geyt Troughton, zoologo australiano († 1974)
- 29 aprile - Harold Urey, chimico statunitense († 1981)
- 30 aprile - Tinus van Beurden, calciatore olandese († 1950)
- 30 aprile - Gyula Breyer, scacchista ungherese († 1921)
- 30 aprile - Joachim von Ribbentrop, politico, diplomatico e criminale di guerra tedesco († 1946)
- 30 aprile - Luigi Trivellini, calciatore italiano († 1917)

## Maggio(92)
- 1º maggio - Enrico Brega, calciatore italiano († 1953)
- 1º maggio - Guido Calvi, mezzofondista italiano († 1958)
- 1º maggio - Agatino Malerba, ufficiale italiano († 1917)
- 2 maggio - Alberto Pumarejo, politico colombiano († 1970)
- 4 maggio - Agostino D'Incà, politico e antifascista italiano († 1950)
- 4 maggio - Oreste Fortuna, generale italiano († 1973)
- 5 maggio - Agustín Farabundo Martí, politico e rivoluzionario salvadoregno († 1932)
- 5 maggio - Franz Turchi, giornalista, politico e editore italiano († 1976)
- 6 maggio - José Calvo Sotelo, giurista e politico spagnolo († 1936)
- 6 maggio - Margaret Cole, politica e scrittrice inglese († 1980)
- 7 maggio - Feroz Khan Noon, politico pakistano († 1970)
- 7 maggio - José Vanzzino, calciatore uruguaiano († 1977)
- 8 maggio - Josef Müller, calciatore tedesco († 1984)
- 8 maggio - Francis Ouimet, golfista statunitense († 1967)
- 8 maggio - Rutilio Robusti, politico italiano († 1979)
- 8 maggio - Edd Roush, giocatore di baseball statunitense († 1988)
- 8 maggio - Paolo Toschi, filologo e storico della letteratura italiano († 1974)
- 9 maggio - Henry Gilman, chimico statunitense († 1986)
- 9 maggio - Jean Leflon, presbitero e storico francese († 1979)
- 9 maggio - Walter Maurer, lottatore statunitense († 1983)
- 9 maggio - William Moulton Marston, psicologo, inventore e fumettista statunitense († 1947)
- 9 maggio - Carolina Rispoli, scrittrice italiana († 1991)
- 9 maggio - Pitigrilli, scrittore, giornalista e aforista italiano († 1975)
- 10 maggio - Johan Gaarder, calciatore norvegese († 1966)
- 10 maggio - Guido Notari, conduttore radiofonico e attore italiano († 1957)
- 10 maggio - Tonita Peña, artista nativa americana († 1949)
- 11 maggio - Giuseppe De Florentiis, saggista e traduttore italiano († 1978)
- 11 maggio - Robert Girardet, velista francese († 1977)
- 12 maggio - René Mourlon, velocista francese († 1977)
- 12 maggio - Cleo Ridgely, attrice statunitense († 1962)
- 12 maggio - Giovanni Romagnoli, pittore e scultore italiano († 1976)
- 12 maggio - Guido Salvini, regista e scenografo italiano († 1965)
- 12 maggio - Silvio Scaroni, generale e aviatore italiano († 1977)
- 13 maggio - Lorenzo Amati, politico italiano († 1971)
- 13 maggio - Irene Chini Coccoli, partigiana e politica italiana († 1977)
- 13 maggio - Henry Murray, psicologo statunitense († 1988)
- 13 maggio - Lucien Tesnière, grammatico e slavista francese († 1954)
- 14 maggio - Menotti Corallo, scrittore e drammaturgo italiano († 1977)
- 14 maggio - Mario Costella, calciatore italiano († 1973)
- 14 maggio - Marie-Joseph Kampé de Fériet, matematico francese († 1982)
- 14 maggio - Hilde Lion, sociologa e educatrice tedesca († 1970)
- 14 maggio - Ragnar Malm, ciclista su strada svedese († 1959)
- 14 maggio - Antonio Pizzuto, scrittore e traduttore italiano († 1976)
- 14 maggio - Louis Verneuil, drammaturgo francese († 1952)
- 14 maggio - Ivan Aleksandrovič Vyšnegradskij, compositore russo († 1979)
- 15 maggio - Johanna Marie Barends, olandese
- 15 maggio - Bekir Çobanzade, letterato ucraino († 1937)
- 15 maggio - Hans Trier Hansen, ginnasta danese († 1980)
- 15 maggio - Fusae Ichikawa, politica giapponese († 1981)
- 16 maggio - Tauno Ilmoniemi, ginnasta finlandese († 1934)
- 16 maggio - Paul van Kempen, direttore d'orchestra e violinista olandese († 1955)
- 16 maggio - Isolda Menges, violinista britannica († 1976)
- 16 maggio - Paul Pisk, compositore e musicologo austriaco († 1990)
- 16 maggio - Rinaldo Spinelli, ciclista su strada italiano
- 17 maggio - Kurt Diemer, calciatore tedesco († 1953)
- 17 maggio - Emil Hauser, violinista e docente ungherese († 1978)
- 17 maggio - Pedro Martínez, calciatore e allenatore di calcio argentino
- 18 maggio - Pierre Albarran, tennista francese († 1960)
- 18 maggio - Olga Capri, attrice italiana († 1961)
- 19 maggio - Giuseppe Aventi, antifascista, saggista e giornalista italiano († 1973)
- 19 maggio - Ramón Encinas, calciatore e allenatore di calcio spagnolo († 1967)
- 19 maggio - Fritjof Hillén, calciatore svedese († 1977)
- 20 maggio - Enrico Guardigli, calciatore italiano
- 21 maggio - Raimondo Carta Raspi, storico e editore italiano († 1965)
- 21 maggio - Maurice Champreux, montatore, direttore della fotografia e regista francese († 1976)
- 21 maggio - Charles Portal, militare britannico († 1971)
- 21 maggio - Antoine Rouches, calciatore francese († 1974)
- 22 maggio - Erik Hjelm, calciatore svedese († 1975)
- 22 maggio - Bronisław Knaster, matematico polacco († 1980)
- 22 maggio - Karl Llewellyn, giurista statunitense († 1962)
- 22 maggio - Max Romih, scacchista italiano († 1979)
- 23 maggio - Petâr Vičev, presbitero bulgaro († 1952)
- 25 maggio - Kathryn Adams, attrice statunitense († 1959)
- 25 maggio - Quintin Brand, militare sudafricano († 1968)
- 25 maggio - Mortimer von Kessel, generale tedesco († 1981)
- 25 maggio - Federico Sani, arbitro di calcio italiano († 1974)
- 25 maggio - František Vacín, nuotatore e pallanuotista cecoslovacco († 1965)
- 26 maggio - Eugene Aynsley Goossens, compositore e direttore d'orchestra inglese († 1962)
- 26 maggio - Peggy Hopkins Joyce, attrice statunitense († 1957)
- 26 maggio - Dynes Pedersen, ginnasta danese († 1960)
- 26 maggio - Vivian Rich, attrice statunitense († 1957)
- 26 maggio - Charles Stevens, attore statunitense († 1964)
- 27 maggio - Margaret Loomis, attrice statunitense († 1969)
- 28 maggio - Mina Witkojc, poetessa e giornalista tedesca († 1975)
- 28 maggio - Ferdinand von Wilczek, conte austriaco († 1977)
- 29 maggio - Károly Csapkay, allenatore di calcio e calciatore ungherese († 1966)
- 29 maggio - André de Ribaupierre, violinista e docente svizzero († 1955)
- 30 maggio - Aud Egede-Nissen, attrice, produttrice cinematografica e regista teatrale norvegese († 1974)
- 30 maggio - Cornelio Fietta, politico italiano († 1973)
- 30 maggio - Giuseppe Milani, scultore italiano († 1958)
- 30 maggio - Rosa Raisa, soprano polacco († 1963)
- 30 maggio - Jelly d'Arányi, violinista ungherese († 1966)

## Giugno(100)
- 1º giugno - Giovanni Carignani, politico italiano († 1961)
- 1º giugno - Josef Fischer, calciatore austriaco († 1932)
- 1º giugno - Jean Nicod, filosofo francese († 1924)
- 2 giugno - Cheng Xiaoqing, scrittore cinese († 1976)
- 2 giugno - John Martin, critico musicale e critico d'arte statunitense († 1985)
- 3 giugno - Filippo Ascenzi, ingegnere, militare e politico italiano († 1943)
- 3 giugno - Antonio Carbonati, pittore italiano († 1956)
- 3 giugno - Wally Dressel, nuotatrice tedesca († 1940)
- 3 giugno - Alamiro Giampieri, compositore, clarinettista e direttore d'orchestra italiano († 1963)
- 3 giugno - Petar Herceg, militare e marinaio statunitense († 1941)
- 4 giugno - Armand Călinescu, politico e economista rumeno († 1939)
- 4 giugno - Leo Leone, politico italiano († 1973)
- 5 giugno - Karl Fabiunke, generale tedesco († 1980)
- 5 giugno - Luigi Goytre, militare italiano († 1943)
- 5 giugno - Heinric Heim, calciatore svizzero
- 6 giugno - Camillo Artom, medico italiano († 1970)
- 6 giugno - Luigi Emery, giornalista e traduttore italiano († 1979)
- 6 giugno - Karl von Graffen, generale tedesco († 1964)
- 6 giugno - André Robert Lévy, aviatore francese († 1973)
- 6 giugno - Otto Pankok, pittore e scultore tedesco († 1966)
- 6 giugno - Sándor Szalay, pattinatore artistico su ghiaccio ungherese († 1965)
- 7 giugno - Gillis Grafström, pattinatore artistico su ghiaccio svedese († 1938)
- 8 giugno - Fritz Carlsson, calciatore svedese († 1966)
- 8 giugno - Ernst Marcus, zoologo tedesco († 1968)
- 8 giugno - Gaby Morlay, attrice francese († 1964)
- 8 giugno - Marie Pujmanová, scrittrice ceca († 1958)
- 8 giugno - Ernest B. Schoedsack, regista, sceneggiatore e produttore cinematografico statunitense († 1979)
- 8 giugno - Ronald Scobie, generale britannico († 1969)
- 8 giugno - Oscar Torp, politico norvegese († 1958)
- 9 giugno - S. N. Behrman, commediografo, scrittore e giornalista statunitense († 1973)
- 9 giugno - Lottie Pickford, attrice canadese († 1936)
- 9 giugno - Ansaldo Poggi, liutaio italiano († 1984)
- 10 giugno - Franz André, direttore d'orchestra e violinista belga († 1975)
- 10 giugno - Martin Boyd, scrittore australiano († 1972)
- 10 giugno - Alessandro Grassi Ormisda, antifascista italiano († 1977)
- 10 giugno - Fausto Lavizzari, militare e geografo italiano († 1943)
- 10 giugno - Hattie McDaniel, attrice e cantante statunitense († 1952)
- 10 giugno - Rudolf Querner, generale tedesco († 1945)
- 11 giugno - Jean Amanrich, ammiraglio francese († 1963)
- 11 giugno - Jules-André Peugeot, militare francese († 1914)
- 12 giugno - Evelyn Varden, attrice statunitense († 1958)
- 13 giugno - Antonino Cuttitta, militare e politico italiano († 1978)
- 13 giugno - Alan Arnold Griffith, ingegnere britannico († 1963)
- 13 giugno - Klavdija Ivanovna Nikolaeva, politica sovietica († 1944)
- 13 giugno - Dorothy L. Sayers, scrittrice, poetessa e drammaturga britannica († 1957)
- 14 giugno - Suzanne Grandais, attrice francese († 1920)
- 14 giugno - Frank E. Hughes, scenografo statunitense († 1947)
- 14 giugno - Arthur Marohn, calciatore tedesco († 1975)
- 16 giugno - Pál Fried, artista ungherese († 1976)
- 16 giugno - Valentino Giaretta, calciatore italiano († 1916)
- 16 giugno - Philo McCullough, attore statunitense († 1981)
- 17 giugno - Antonio Ameal Pereyra, calciatore argentino
- 18 giugno - André Borel, calciatore svizzero († 1970)
- 18 giugno - Mansell Richard James, aviatore canadese († 1919)
- 18 giugno - Antonín Ratzensberger, calciatore cecoslovacco († 1963)
- 19 giugno - Madeleine Astor, socialite statunitense († 1940)
- 19 giugno - Alfredo Fabietti, scrittore e traduttore italiano († 1966)
- 19 giugno - Helen Holmes, attrice e sceneggiatrice statunitense († 1950)
- 19 giugno - Francesco Innamorati, politico e partigiano italiano († 1944)
- 19 giugno - Amilcare Paolucci, militare statunitense († 1917)
- 20 giugno - Eugenio Musolino, politico italiano († 1989)
- 20 giugno - Wilhelm Zaisser, politico tedesco († 1958)
- 21 giugno - Eugene DeVerdi, attore e stuntman italiano († 1978)
- 21 giugno - Raul Forti, militare italiano († 1945)
- 21 giugno - Alois Hába, compositore ceco († 1973)
- 21 giugno - Henri Piérard, missionario e vescovo cattolico belga († 1975)
- 22 giugno - Osvald Chlubna, compositore ceco († 1971)
- 22 giugno - Artur Görlitzer, politico tedesco († 1945)
- 22 giugno - Matthias Kleinheisterkamp, generale tedesco († 1945)
- 22 giugno - Friedrich Köchling, generale tedesco († 1970)
- 22 giugno - André Pézard, italianista e traduttore francese († 1984)
- 24 giugno - Léon Bouffard, altista e dirigente sportivo svizzero († 1981)
- 24 giugno - Roy O. Disney, imprenditore statunitense († 1971)
- 24 giugno - Albert Graf von der Goltz, ufficiale tedesco († 1944)
- 24 giugno - João Silva Tavares, poeta, scrittore e drammaturgo portoghese († 1964)
- 25 giugno - Vivien Chartres, violinista britannica († 1941)
- 25 giugno - Al-Zirikli, letterato e giornalista siriano († 1976)
- 26 giugno - Big Bill Broonzy, compositore e chitarrista statunitense († 1958)
- 26 giugno - Cosimo Rizzotto, aviatore italiano († 1963)
- 26 giugno - Karl Freiherr von Thüngen, generale tedesco († 1944)
- 27 giugno - Mario Barberis, pittore e illustratore italiano († 1960)
- 27 giugno - Zoilo Canaveri, calciatore uruguaiano († 1966)
- 27 giugno - Toti Dal Monte, soprano e attrice italiana († 1975)
- 28 giugno - Léon Bronckaert, ginnasta belga
- 28 giugno - Brasswell Deen, politico e allevatore statunitense († 1981)
- 28 giugno - Florence Henri, fotografa, pittrice e compositrice († 1982)
- 28 giugno - Carlo Martinenghi, mezzofondista e siepista italiano († 1954)
- 28 giugno - August Zamoyski, scultore polacco († 1970)
- 29 giugno - Egidio Arioni, calciatore italiano
- 29 giugno - Eduard Čech, matematico austro-ungarico († 1960)
- 29 giugno - Roland Dalbiez, filosofo francese († 1976)
- 29 giugno - Prasanta Chandra Mahalanobis, statistico e scienziato indiano († 1972)
- 30 giugno - Pasquale Cecchi, politico italiano († 1979)
- 30 giugno - Ugo Ceseri, attore italiano († 1940)
- 30 giugno - Dionigi Corsi, calciatore italiano († 1969)
- 30 giugno - June Elvidge, attrice statunitense († 1965)
- 30 giugno - Benigno Ferrera, fondista italiano († 1988)
- 30 giugno - Harold Laski, politico e politologo inglese († 1950)
- 30 giugno - Umberto Morucchio, drammaturgo e scrittore italiano († 1979)
- 30 giugno - Walter Ulbricht, politico tedesco († 1973)

## Luglio(91)
- 1º luglio - Mario de Bernardi, aviatore e militare italiano († 1959)
- 1º luglio - Alojzij Res, storico della letteratura sloveno († 1936)
- 2 luglio - Armando de Almeida, calciatore brasiliano († 1978)
- 2 luglio - Sergej Pavlovič Filippov, calciatore russo († 1942)
- 2 luglio - Francis Simon, chimico e fisico tedesco († 1956)
- 3 luglio - Amaluddin Al Sani Perkasa Alamsyah, sovrano indonesiano († 1945)
- 3 luglio - Sándor Bortnyik, pittore e disegnatore ungherese († 1976)
- 3 luglio - Biagio Cavanna, pistard e dirigente sportivo italiano († 1961)
- 3 luglio - Paul Faure, calciatore francese († 1921)
- 3 luglio - Mississippi John Hurt, cantante e chitarrista statunitense († 1966)
- 3 luglio - Günther Rohr, generale tedesco († 1966)
- 5 luglio - Leone Carlo d'Asburgo-Teschen, militare austriaco († 1939)
- 5 luglio - Anthony Berkeley Cox, scrittore britannico († 1971)
- 5 luglio - Giuseppe Caselli, pittore italiano († 1976)
- 6 luglio - John C. Walker, botanico statunitense († 1994)
- 7 luglio - Santo Emanuele, militare e agente segreto italiano († 1977)
- 7 luglio - Miroslav Krleža, scrittore e poeta croato († 1981)
- 7 luglio - Symeon Lukač, vescovo cattolico ucraino († 1964)
- 7 luglio - James White, militare e aviatore canadese († 1972)
- 8 luglio - Carmen Mondragón, pittrice, poetessa e modella messicana († 1978)
- 8 luglio - Fritz Perls, psicoterapeuta tedesco († 1970)
- 8 luglio - Nikola Petkov, politico bulgaro († 1947)
- 8 luglio - Carlo Silvestri, giornalista italiano († 1955)
- 9 luglio - Cecile Arnold, attrice statunitense († 1931)
- 9 luglio - Ramona Langley, attrice statunitense († 1983)
- 9 luglio - Fernando Lapalorcia, lottatore italiano († 1963)
- 9 luglio - Carlo Semenza, ingegnere e alpinista italiano († 1961)
- 9 luglio - Ryūkichi Tanaka, generale giapponese († 1972)
- 9 luglio - Dorothy Thompson, giornalista, scrittrice e conduttrice radiofonica statunitense († 1961)
- 10 luglio - Kid Norfolk, pugile statunitense († 1968)
- 11 luglio - Luigi Castagno, politico e sindacalista italiano († 1971)
- 11 luglio - Luigi Du Jardin, pallanuotista e calciatore italiano († 1961)
- 11 luglio - Edward Stinson, aviatore statunitense († 1932)
- 12 luglio - Giovanni Balella, imprenditore italiano († 1988)
- 12 luglio - Ernest Cadine, sollevatore francese († 1978)
- 12 luglio - Michail Jakovlev, calciatore russo († 1942)
- 12 luglio - Stanislav Zela, vescovo cattolico ceco († 1969)
- 13 luglio - Sam Comer, scenografo statunitense († 1974)
- 13 luglio - Hans Hermann Schaufuß, attore tedesco († 1982)
- 14 luglio - Vittorio Lombardi, alpinista, imprenditore e mecenate italiano († 1957)
- 14 luglio - Spencer Williams Jr., attore, regista e sceneggiatore statunitense († 1969)
- 15 luglio - Nurul Amin, politico pakistano († 1974)
- 15 luglio - Giulio Battiferri, attore italiano († 1973)
- 15 luglio - Enid Bennett, attrice australiana († 1969)
- 15 luglio - William Dieterle, regista e attore tedesco († 1972)
- 15 luglio - Johannes Gerhardus Strijdom, politico sudafricano († 1958)
- 16 luglio - Guido Basile, avvocato e politico italiano († 1984)
- 16 luglio - Luigi Liberato Buonvino, pittore italiano († 1961)
- 16 luglio - Michel Coiffard, militare e aviatore francese († 1918)
- 16 luglio - Tomiji Koyanagi, ammiraglio giapponese († 1978)
- 18 luglio - David Ogilvy, XII conte di Airlie, ufficiale scozzese († 1968)
- 18 luglio - Richard Dix, attore statunitense († 1949)
- 18 luglio - Leopold Heinrich Fugger von Babenhausen, nobile e generale tedesco († 1966)
- 18 luglio - Walter Hiers, attore statunitense († 1933)
- 19 luglio - Vladimir Vladimirovič Majakovskij, poeta, scrittore e drammaturgo sovietico († 1930)
- 19 luglio - Miroslav Navratil, generale e aviatore croato († 1947)
- 20 luglio - Arno von Lenski, generale tedesco († 1986)
- 21 luglio - Hans Fallada, scrittore tedesco († 1947)
- 21 luglio - Phyllis Povah, attrice statunitense († 1975)
- 21 luglio - Isa Querio, attrice italiana († 1976)
- 21 luglio - Eugen Schüfftan, direttore della fotografia e effettista tedesco († 1977)
- 22 luglio - Raffaele Boschini, artista e pittore italiano († 1960)
- 22 luglio - Giovanni Vincenzo Cima, giornalista italiano († 1968)
- 22 luglio - Paolo Alfonso Farinet, politico italiano († 1974)
- 22 luglio - Dagoberto Godoy, militare e aviatore cileno († 1960)
- 22 luglio - Jesse Haines, giocatore di baseball e allenatore di baseball statunitense († 1978)
- 22 luglio - Thomas Walter Manson, presbitero e biblista britannico († 1958)
- 22 luglio - Vivian Martin, attrice statunitense († 1987)
- 23 luglio - Ernesto Fassio, imprenditore e armatore italiano († 1968)
- 23 luglio - Guido Jurgens, ufficiale e carabiniere italiano († 1963)
- 24 luglio - Robert Reboul, ciclista su strada belga († 1969)
- 25 luglio - Carlo Confalonieri, cardinale e arcivescovo cattolico italiano († 1986)
- 25 luglio - Dorothy Dickson, attrice statunitense († 1995)
- 25 luglio - Vladimir Gajdarov, attore e regista russo († 1978)
- 25 luglio - Frederick Nicholas, calciatore inglese († 1962)
- 25 luglio - Kurt Martti Wallenius, generale e politico finlandese († 1984)
- 26 luglio - Charles Baudouin, psicoanalista francese († 1963)
- 26 luglio - Eric Dodds, filologo classico, antropologo e grecista irlandese († 1979)
- 26 luglio - George Grosz, pittore tedesco († 1959)
- 27 luglio - Ugo Agostoni, ciclista su strada italiano († 1941)
- 27 luglio - Pierino Sodano, calciatore italiano († 1968)
- 28 luglio - Giovanni Cao, politico e avvocato italiano († 1981)
- 28 luglio - Rued Langgaard, compositore e organista danese († 1952)
- 28 luglio - Bullet Rogan, giocatore di baseball e allenatore di baseball statunitense († 1934)
- 28 luglio - Alf Svensén, ginnasta svedese († 1935)
- 29 luglio - Gladys Davis, schermitrice britannica († 1965)
- 30 luglio - Hyazinth Graf Strachwitz, generale tedesco († 1968)
- 30 luglio - Bonaventura Somma, compositore italiano († 1960)
- 31 luglio - Jasper Deeter, attore e regista statunitense († 1972)
- 31 luglio - Antoni Pająk, politico polacco († 1965)
- 31 luglio - Ignacy Skorupka, presbitero polacco († 1920)

## Agosto(104)
- 1º agosto - Alessandro di Grecia, sovrano greco († 1920)
- 1º agosto - William Scott, attore statunitense († 1967)
- 1º agosto - Mario Vodret, architetto italiano († 1948)
- 2 agosto - Alfred Alessandrescu, direttore d'orchestra, pianista e compositore romeno († 1959)
- 2 agosto - Emil Hansen, calciatore norvegese († 1971)
- 2 agosto - Ángel Romano, calciatore uruguaiano († 1972)
- 3 agosto - Aleksandr Vasil'evič Gаuk, direttore d'orchestra e compositore sovietico († 1963)
- 3 agosto - Felix Tarbuk von Sensenhorst, militare austriaco († 1982)
- 4 agosto - Fritz Gause, storico e archivista tedesco († 1973)
- 4 agosto - Tom Kristensen, scrittore danese († 1974)
- 4 agosto - Alessandro Montagna, marinaio e militare italiano († 1941)
- 5 agosto - Sydney Camm, ingegnere aeronautico britannico († 1966)
- 5 agosto - Vera Vasil'evna Cholodnaja, attrice ucraina († 1919)
- 5 agosto - Giancarlo Maroni, architetto italiano († 1952)
- 5 agosto - Perry McGillivray, nuotatore, pallanuotista e allenatore di pallanuoto statunitense († 1944)
- 6 agosto - Arnaldo Andreoli, ginnasta italiano († 1952)
- 6 agosto - Armando Barbieri, liutaio italiano († 1963)
- 6 agosto - Karen Brunés, scrittrice danese († 1977)
- 6 agosto - Enrico Capris, calciatore italiano († 1952)
- 6 agosto - Elías Castelnuovo, scrittore, poeta e saggista uruguaiano († 1982)
- 6 agosto - Richard Huschke, ciclista su strada e pistard tedesco († 1980)
- 7 agosto - Günther Rittau, direttore della fotografia e regista tedesco († 1971)
- 8 agosto - Lev Gillet, religioso, filosofo e storico francese († 1980)
- 9 agosto - Phyllis Bedells, ballerina britannica († 1985)
- 9 agosto - Frans Blom, archeologo e esploratore danese († 1963)
- 9 agosto - Carl Miller, attore statunitense († 1979)
- 9 agosto - Nils Sandström, velocista svedese († 1973)
- 10 agosto - Carlo Costigliolo, ginnasta italiano († 1968)
- 10 agosto - Woldemar Hägglund, generale finlandese († 1963)
- 10 agosto - Eugenio II di Ligne, principe belga († 1960)
- 10 agosto - William Morrison, I visconte Dunrossil, ufficiale e politico britannico († 1961)
- 10 agosto - Mick O'Brien, allenatore di calcio e calciatore irlandese († 1940)
- 10 agosto - Friedrich von Schellwitz, generale tedesco († 1978)
- 11 agosto - Federico Comandini, avvocato e politico italiano († 1967)
- 11 agosto - Alfred Fronval, aviatore francese († 1928)
- 11 agosto - Corrado Graziadei, politico italiano († 1960)
- 11 agosto - Giulio Marazzina, politico e sindacalista italiano († 1961)
- 13 agosto - Constantin Brăiloiu, compositore e etnomusicologo rumeno († 1958)
- 13 agosto - Ora Carew, attrice statunitense († 1955)
- 13 agosto - Alcibiade Diamandi, politico greco († 1948)
- 13 agosto - Georgios A. Megas, insegnante e germanista greco († 1976)
- 13 agosto - Jisaku Okada, ammiraglio giapponese († 1942)
- 13 agosto - Heinz Paul, regista, sceneggiatore e produttore cinematografico tedesco († 1983)
- 14 agosto - Carl Benton Reid, attore statunitense († 1973)
- 15 agosto - Leslie John Comrie, astronomo neozelandese († 1950)
- 15 agosto - Eugène Criqui, pugile francese († 1977)
- 15 agosto - Harlow Curtice, dirigente d'azienda statunitense († 1962)
- 15 agosto - Pierre Dac, umorista e attore francese († 1975)
- 15 agosto - Jack Hatfield, nuotatore e pallanuotista britannico († 1965)
- 16 agosto - Guido Vittoriano Basile, avvocato italiano († 1944)
- 16 agosto - Mario Fusetti, militare italiano († 1915)
- 16 agosto - Augusto Guerriero, magistrato, giornalista e saggista italiano († 1981)
- 16 agosto - Sameli Tala, mezzofondista finlandese († 1961)
- 17 agosto - John Brahm, regista e attore tedesco († 1982)
- 17 agosto - Mae West, attrice statunitense († 1980)
- 18 agosto - Burleigh Grimes, giocatore di baseball e allenatore di baseball statunitense († 1985)
- 18 agosto - Frank Linke-Crawford, aviatore austro-ungarico († 1918)
- 18 agosto - Roberto Lodati, politico italiano
- 18 agosto - Enzo Masetti, compositore italiano († 1961)
- 18 agosto - Erwin Menny, generale tedesco († 1949)
- 19 agosto - Olga Baclanova, attrice russa († 1974)
- 19 agosto - Ruggero Grieco, politico e antifascista italiano († 1955)
- 19 agosto - Axel Pehrsson, politico svedese († 1954)
- 19 agosto - Kalle Väisälä, matematico e esperantista finlandese († 1968)
- 20 agosto - Piero Pieri, storico italiano († 1979)
- 20 agosto - Renzo Ravenna, avvocato e politico italiano († 1961)
- 20 agosto - Breda Šček, compositrice slovena († 1968)
- 21 agosto - Asbjørn Aamodt, calciatore norvegese († 1966)
- 21 agosto - Lili Boulanger, compositrice francese († 1918)
- 21 agosto - Thayaht, artista italiano († 1959)
- 21 agosto - Theresa Weld, pattinatrice artistica su ghiaccio e dirigente sportiva statunitense († 1978)
- 22 agosto - Kaare Engebretsen, calciatore norvegese († 1960)
- 22 agosto - Cecil Kellaway, attore britannico († 1973)
- 22 agosto - Cezary Niewęgłowski, militare polacco († 1939)
- 22 agosto - Dorothy Parker, scrittrice, poetessa e giornalista statunitense († 1967)
- 23 agosto - Antonio Cominotti, militare e aviatore italiano († 1918)
- 24 agosto - Valentina Kuindži, attrice sovietica († 1969)
- 24 agosto - Franco Schirato, attore e direttore del doppiaggio italiano († 1971)
- 24 agosto - Reginald Soar, aviatore britannico († 1971)
- 25 agosto - Renato Bartoccini, archeologo italiano († 1963)
- 25 agosto - Luigi Crisconio, pittore italiano († 1946)
- 25 agosto - Aurelio Marena, vescovo cattolico italiano († 1983)
- 26 agosto - Rolf Wuthmann, generale tedesco († 1977)
- 27 agosto - Marco Bianco, generale italiano († 1983)
- 27 agosto - Robert Gascoyne-Cecil, V marchese di Salisbury, nobile e politico inglese († 1973)
- 27 agosto - Victor Heerman, sceneggiatore e regista statunitense († 1977)
- 27 agosto - Fred Morris, calciatore inglese († 1962)
- 27 agosto - Salvatore Petagna, intarsiatore italiano († 1971)
- 27 agosto - Daniel Hermanus Pienaar, generale sudafricano († 1942)
- 28 agosto - Georgij Vasil'evič Florovskij, teologo russo († 1979)
- 28 agosto - Giovanni Mangiante, ginnasta italiano († 1957)
- 28 agosto - Joseph T. McNarney, generale statunitense († 1972)
- 28 agosto - Giovanni Battista Migliori, politico, militare e avvocato italiano († 1978)
- 29 agosto - Joseph B. Johnson, politico svedese († 1986)
- 29 agosto - Alberto Lombardi, cavaliere italiano († 1975)
- 29 agosto - Domenico Piacentino, imprenditore e politico italiano († 1943)
- 30 agosto - Nino Ciccione, calciatore e militare italiano († 1918)
- 30 agosto - Huey Pierce Long, politico statunitense († 1935)
- 30 agosto - Svend Ringsted, calciatore danese († 1975)
- 31 agosto - Clifton Cates, generale statunitense († 1970)
- 31 agosto - Francesco Jacomoni di San Savino, diplomatico e generale italiano († 1973)
- 31 agosto - Władysław Karaś, tiratore a segno polacco († 1942)
- 31 agosto - John Noble Kennedy, generale scozzese († 1970)
- 31 agosto - Boļeslavs Sloskāns, vescovo cattolico lettone († 1981)

## Settembre(103)
- 1º settembre - Betty Blythe, attrice statunitense († 1972)
- 1º settembre - François Charrière, vescovo cattolico svizzero († 1976)
- 1º settembre - Michail Anatol'evič Vil'ev, astronomo russo († 1919)
- 2 settembre - Bruno Credaro, educatore, alpinista e politico italiano († 1969)
- 3 settembre - George Atkinson, calciatore inglese († 1967)
- 3 settembre - Alf Olsen, calciatore danese († 1976)
- 3 settembre - Christian Philipp, generale tedesco († 1963)
- 4 settembre - Melchor Fernández Almagro, critico letterario e storiografo spagnolo († 1966)
- 4 settembre - Robert Poulet, giornalista, critico letterario e scrittore belga († 1989)
- 5 settembre - Johannes Birk, ginnasta danese († 1961)
- 6 settembre - Irving Bacon, attore statunitense († 1965)
- 6 settembre - Giuseppe Balestrazzi, giornalista, attivista e saggista italiano († 1983)
- 6 settembre - Angelo Bettini, politico e partigiano italiano († 1944)
- 6 settembre - John W. Bricker, politico statunitense († 1986)
- 6 settembre - Piero Carnabuci, attore italiano († 1958)
- 6 settembre - Claire Chennault, generale statunitense († 1958)
- 6 settembre - Francesco Ferrari, politico italiano († 1980)
- 6 settembre - Johannes Mayer, generale tedesco († 1963)
- 6 settembre - Robert Nichols, poeta e commediografo britannico († 1944)
- 7 settembre - Leslie Hore-Belisha, politico britannico († 1957)
- 7 settembre - F. Richard Jones, regista e produttore cinematografico statunitense († 1930)
- 7 settembre - Ernst Schirlitz, ammiraglio tedesco († 1978)
- 8 settembre - Nello Ciaccheri, ciclista su strada italiano († 1971)
- 8 settembre - Teresa Wilms Montt, scrittrice e poetessa cilena († 1921)
- 8 settembre - Gustaf Mattsson, mezzofondista e siepista svedese († 1977)
- 9 settembre - Georges Detreille, ciclista su strada francese († 1957)
- 9 settembre - Margarete Himmler, infermiera tedesca († 1967)
- 9 settembre - Alfonso Samoggia, militare italiano († 1916)
- 10 settembre - Juana Bormann, militare tedesca († 1945)
- 10 settembre - Maria de Jesus, supercentenaria portoghese († 2009)
- 10 settembre - Al St. John, attore statunitense († 1963)
- 11 settembre - Francesco Tola, militare e aviatore italiano († 1964)
- 12 settembre - Giuseppe Castellano, generale italiano († 1977)
- 12 settembre - Cesare Degli Occhi, avvocato e politico italiano († 1971)
- 12 settembre - Frederick William Franz, predicatore statunitense († 1992)
- 12 settembre - Josef Friedrich, aviatore austro-ungarico
- 12 settembre - Ferruccio Rontini, pittore italiano († 1964)
- 12 settembre - Wolfgang Zeller, compositore, direttore d'orchestra e violinista tedesco († 1967)
- 12 settembre - Hans H. Zerlett, regista, sceneggiatore e commediografo tedesco († 1949)
- 13 settembre - Larry Shields, musicista e clarinettista statunitense († 1953)
- 14 settembre - Ugo D'Andrea, giornalista, saggista e politico italiano († 1979)
- 14 settembre - Nesta Obermer, filantropa, pittrice e drammaturga britannica († 1984)
- 15 settembre - Tintino Persio Rasi, anarchico, giornalista e poeta italiano († 1963)
- 16 settembre - Domenico Allasia, ciclista su strada italiano († 1977)
- 16 settembre - Earl Carroll, regista, produttore teatrale e paroliere statunitense († 1948)
- 16 settembre - Alexander Korda, regista e produttore cinematografico ungherese († 1956)
- 16 settembre - Erik Lund, regista e produttore cinematografico tedesco
- 16 settembre - Albert Szent-Györgyi, biochimico ungherese († 1986)
- 17 settembre - Willibald Borowietz, generale tedesco († 1945)
- 17 settembre - Jean Chaput, militare e aviatore francese († 1918)
- 17 settembre - Alessandro Tandura, militare italiano († 1937)
- 18 settembre - Arthur Benjamin, compositore, pianista e direttore d'orchestra australiano († 1960)
- 18 settembre - William March, scrittore statunitense († 1954)
- 18 settembre - Frederic Marès, scultore e collezionista d'arte spagnolo († 1991)
- 18 settembre - Jean Maurice Paul Jules de Noailles, partigiano francese († 1945)
- 19 settembre - Theo Brokmann, calciatore olandese († 1956)
- 19 settembre - Romolo Corona, compositore, produttore discografico e editore italiano († 1965)
- 19 settembre - Henk Hordijk, calciatore olandese († 1975)
- 19 settembre - Adelina Zandrino, pittrice e illustratrice italiana († 1994)
- 20 settembre - Hermann Lux, calciatore tedesco († 1962)
- 20 settembre - Jimmy McStay, allenatore di calcio e calciatore scozzese († 1974)
- 20 settembre - Hans Scharoun, architetto tedesco († 1972)
- 20 settembre - Nicola Vaccaro, politico e avvocato italiano († 1966)
- 21 settembre - Pëtr Filippov, calciatore sovietico († 1965)
- 21 settembre - Enrico Malintoppi, avvocato e politico italiano († 1981)
- 22 settembre - Dorothy Dalton, attrice statunitense († 1972)
- 22 settembre - Linus Kather, politico tedesco († 1983)
- 22 settembre - Walter Kypke, militare e aviatore tedesco († 1924)
- 22 settembre - Hans Leip, scrittore, poeta e drammaturgo tedesco († 1983)
- 23 settembre - Charles Carnegie, XI conte di Southesk, nobile scozzese († 1992)
- 23 settembre - Cläre Lotto, attrice e ballerina tedesca († 1952)
- 23 settembre - Ruth Renick, attrice statunitense († 1984)
- 23 settembre - Carles Riba, poeta e scrittore spagnolo († 1959)
- 24 settembre - Giuseppe Bortolotti, militare italiano († 1917)
- 24 settembre - Jean Casale, militare e aviatore francese († 1923)
- 24 settembre - Gracco De Nardo, calciatore e allenatore di calcio italiano († 1984)
- 24 settembre - Armando Fava, calciatore italiano († 1915)
- 24 settembre - Julia Faye, attrice statunitense († 1966)
- 24 settembre - Giorgio Ferreri, medico, docente e politico italiano († 1961)
- 24 settembre - Joseph Huber, ginnasta francese († 1976)
- 24 settembre - Blind Lemon Jefferson, cantante e chitarrista statunitense († 1929)
- 25 settembre - Harald Cramér, matematico e statistico svedese († 1985)
- 25 settembre - Michał Kozal, vescovo cattolico polacco († 1943)
- 25 settembre - Ryūnosuke Kusaka, ammiraglio giapponese († 1971)
- 25 settembre - Kornél Oszlányi, generale ungherese († 1960)
- 25 settembre - Tamotsu Takama, ammiraglio giapponese († 1980)
- 25 settembre - Friedrich Uebelhoer, politico e militare tedesco († 1950)
- 25 settembre - Pacifico Giulio Vanni, arcivescovo cattolico e missionario italiano († 1967)
- 26 settembre - Nello Buono, antifascista italiano († 1944)
- 26 settembre - Rose Dolores, modella e attrice inglese († 1975)
- 26 settembre - Zaccaria Giacometti, giurista svizzero († 1970)
- 26 settembre - Fay Holden, attrice statunitense († 1973)
- 26 settembre - Willoughby Norrie, I barone Norrie, generale e politico britannico († 1977)
- 27 settembre - Ugo Di Fazio, militare italiano († 1936)
- 27 settembre - Vincenzo Rocco, militare italiano († 1917)
- 28 settembre - Hilda Geiringer, matematica austriaca († 1973)
- 28 settembre - William Reid, cestista, allenatore di pallacanestro e dirigente sportivo statunitense († 1955)
- 29 settembre - Diego D'Amico, politico italiano († 1947)
- 29 settembre - Jean Hoffman, pallanuotista belga
- 29 settembre - Friedrich Ritter von Röth, militare e aviatore tedesco († 1918)
- 30 settembre - Valdemar Bøggild, ginnasta danese († 1943)
- 30 settembre - Madre Speranza di Gesù, religiosa spagnola († 1983)
- 30 settembre - Otto Wernicke, attore e doppiatore tedesco († 1965)

## Ottobre(103)
- 1º ottobre - Faith Baldwin, scrittrice statunitense († 1978)
- 1º ottobre - Marianne Brandt, designer, fotografa e scultrice tedesca († 1983)
- 1º ottobre - Antonio Morassi, storico dell'arte e funzionario italiano († 1976)
- 1º ottobre - Yip Man, insegnante cinese († 1972)
- 2 ottobre - Albert Cobo, politico statunitense († 1957)
- 2 ottobre - Rochus von Rheinbaben, ambasciatore tedesco († 1937)
- 2 ottobre - Leroy Shield, compositore statunitense († 1962)
- 3 ottobre - Karl Faulenbach, generale tedesco († 1971)
- 3 ottobre - Attilio Rial, aviatore italiano († 1917)
- 4 ottobre - Giuseppe Catenacci, saggista, giornalista e politico italiano († 1975)
- 4 ottobre - Francesco Ghezzi, anarchico e sindacalista italiano († 1942)
- 4 ottobre - Stasys Girėnas, aviatore statunitense († 1933)
- 4 ottobre - Raffaele Giua, carabiniere italiano († 1916)
- 4 ottobre - Guenther Wachsmuth, saggista e esoterista tedesco († 1963)
- 5 ottobre - Lajos Czeizler, calciatore e allenatore di calcio ungherese († 1969)
- 5 ottobre - Raniero Nicolai, poeta italiano († 1958)
- 5 ottobre - Giulio Cesare Pupilli, fisiologo italiano († 1973)
- 6 ottobre - Milton Ager, compositore statunitense († 1979)
- 6 ottobre - Segismundo Casado, militare spagnolo († 1968)
- 6 ottobre - Earle Hodgins, attore statunitense († 1964)
- 6 ottobre - Frédéric Martenet, calciatore svizzero († 1974)
- 6 ottobre - Einar Perman, medico e collezionista d'arte svedese († 1976)
- 6 ottobre - Gaetano Rapisardi, architetto italiano († 1988)
- 6 ottobre - Meghnad Saha, astrofisico indiano († 1956)
- 7 ottobre - Aminto Caretto, ufficiale italiano († 1942)
- 9 ottobre - Heinrich George, attore tedesco († 1946)
- 9 ottobre - Mário de Andrade, scrittore, musicologo e critico letterario brasiliano († 1945)
- 10 ottobre - Willi Apel, musicologo, matematico e filosofo tedesco († 1988)
- 10 ottobre - Stefano Bilardello, militare italiano († 1937)
- 10 ottobre - Kameto Kuroshima, ammiraglio giapponese († 1965)
- 11 ottobre - Wladimiro De Liguoro, attore, regista e direttore della fotografia italiano († 1968)
- 11 ottobre - Henry Furst, giornalista, scrittore e traduttore statunitense († 1967)
- 11 ottobre - Jean Picy, calciatore francese († 1967)
- 12 ottobre - Giuseppe Borrelli, veterinario italiano († 1961)
- 12 ottobre - Hans von Greiffenberg, generale tedesco († 1951)
- 12 ottobre - George Hodgson, nuotatore canadese († 1983)
- 12 ottobre - Joseph Musch, calciatore belga († 1971)
- 12 ottobre - Müveddet Kadın, ottomana († 1951)
- 13 ottobre - Luka Kaliterna, allenatore di calcio e calciatore croato († 1984)
- 13 ottobre - Plinio Marconi, architetto, ingegnere e urbanista italiano († 1974)
- 13 ottobre - Kurt Reidemeister, matematico tedesco († 1971)
- 13 ottobre - Nicholas John Spykman, statunitense († 1943)
- 14 ottobre - Vitale Giovanni Gallina, diplomatico e politico italiano († 1961)
- 14 ottobre - Lillian Gish, attrice statunitense († 1993)
- 14 ottobre - Einar Halling-Johansson, calciatore svedese († 1958)
- 14 ottobre - Renato Mucci, traduttore, poeta e giornalista italiano († 1976)
- 15 ottobre - Carlo II di Romania, sovrano rumeno († 1953)
- 15 ottobre - Ina Claire, attrice statunitense († 1985)
- 15 ottobre - Saunders Lewis, poeta, storico e politico gallese († 1985)
- 15 ottobre - Hans Luber, tuffatore tedesco († 1940)
- 15 ottobre - Jenő Uhlyárik, schermidore ungherese († 1974)
- 16 ottobre - Arthur Hermann, ginnasta francese († 1958)
- 16 ottobre - Giovanni Rappazzo, inventore italiano († 1995)
- 17 ottobre - Raffaele Bendandi, pseudoscienziato italiano († 1979)
- 17 ottobre - Mario Boero, pallanuotista italiano († 1973)
- 17 ottobre - Richard Connell, scrittore, giornalista e sceneggiatore statunitense († 1949)
- 17 ottobre - Domenico De Leonardis, politico italiano († 1972)
- 17 ottobre - Tommaso Latini, militare italiano († 1942)
- 17 ottobre - Riccardo Palanti, pittore e decoratore italiano († 1978)
- 17 ottobre - Lodovico Valtorta, militare italiano († 1918)
- 18 ottobre - Roy Del Ruth, regista statunitense († 1961)
- 18 ottobre - Sidney Holland, politico neozelandese († 1961)
- 18 ottobre - Jean Lefèbvre, atleta belga
- 18 ottobre - Georges Ohsawa, scrittore giapponese († 1966)
- 20 ottobre - Charley Chase, attore e regista statunitense († 1940)
- 20 ottobre - Noboru Ishizaki, ammiraglio giapponese († 1959)
- 20 ottobre - Lilli Kann, attrice tedesca († 1978)
- 20 ottobre - Lyman Young, fumettista statunitense († 1984)
- 21 ottobre - Fabian Biörck, ginnasta svedese († 1977)
- 21 ottobre - Gina Kaus, scrittrice e sceneggiatrice austriaca († 1985)
- 21 ottobre - Tommaso Lequio di Assaba, militare e cavaliere italiano († 1965)
- 21 ottobre - Alessandro Monti, calciatore italiano († 1980)
- 22 ottobre - Luis Otero, calciatore spagnolo († 1955)
- 22 ottobre - Laurance Safford, crittografo statunitense († 1973)
- 22 ottobre - Charles Spinasse, politico francese († 1979)
- 22 ottobre - Domenico Spoleti, politico italiano († 1962)
- 23 ottobre - Jean Absil, compositore belga († 1974)
- 23 ottobre - Jean Acker, attrice statunitense († 1978)
- 23 ottobre - Christopher Ingold, chimico britannico († 1970)
- 23 ottobre - Ernst Öpik, astronomo e astrofisico estone († 1985)
- 23 ottobre - Angelo Vannini, militare italiano († 1915)
- 24 ottobre - Merian C. Cooper, regista, sceneggiatore e produttore cinematografico statunitense († 1973)
- 24 ottobre - Kurt Huber, antifascista tedesco († 1943)
- 26 ottobre - Luigi Carlo Borromeo, vescovo cattolico italiano († 1975)
- 26 ottobre - Miloš Crnjanski, scrittore e poeta serbo († 1977)
- 26 ottobre - Aglae Doria, calciatore italiano († 1965)
- 26 ottobre - Franco Silvestri, musicista italiano († 1959)
- 26 ottobre - Tashi Namgyal, indiano († 1963)
- 27 ottobre - Werner Kuhnt, calciatore tedesco († 1970)
- 27 ottobre - Giovanni Nicelli, militare e aviatore italiano († 1918)
- 28 ottobre - Felice di Borbone-Parma, principe spagnolo († 1970)
- 28 ottobre - Ted "Kid" Lewis, pugile britannico († 1970)
- 28 ottobre - Mariano Pierucci, fisico italiano († 1976)
- 28 ottobre - Armando Reyes, calciatore argentino († 1954)
- 29 ottobre - Alfredo Donelli, direttore della fotografia italiano († 1958)
- 29 ottobre - Raf Pindi, attore e militare italiano († 1955)
- 30 ottobre - Gino Coletti, anarchico e politico italiano († 1976)
- 30 ottobre - Roland Freisler, magistrato e politico tedesco († 1945)
- 30 ottobre - Karl Rumbold, calciatore e allenatore di calcio austriaco († 1965)
- 31 ottobre - Daciano Colbachini, ostacolista e imprenditore italiano († 1982)
- 31 ottobre - Umberto Gelmetti, militare e aviatore italiano
- 31 ottobre - John Waters, regista statunitense († 1965)
- 31 ottobre - Georg Wunderlich, allenatore di calcio e calciatore tedesco († 1963)

## Novembre(109)
- 1º novembre - Guido Morganti, artigiano italiano († 1957)
- 2 novembre - Victor Crutchley, ammiraglio inglese († 1986)
- 2 novembre - Vera Ermolaeva, pittrice, grafica e illustratrice russa († 1937)
- 2 novembre - Battista Farina, imprenditore e carrozziere italiano († 1966)
- 2 novembre - Georges Houard, giornalista francese († 1964)
- 2 novembre - Orland Steen Loomis, avvocato e politico statunitense († 1942)
- 2 novembre - Leopoldo Torricelli, ciclista su strada e pistard italiano († 1930)
- 2 novembre - Tim Whelan, regista, sceneggiatore e produttore cinematografico statunitense († 1957)
- 3 novembre - Gaetano Amoroso, militare italiano († 1975)
- 3 novembre - Edward Adelbert Doisy, biochimico statunitense († 1986)
- 3 novembre - Angelo Giuseppe Jelmini, vescovo cattolico svizzero († 1968)
- 3 novembre - Robert Lindley Murray, tennista statunitense († 1970)
- 3 novembre - Giannetto Malmerendi, pittore, incisore e ceramista italiano († 1968)
- 4 novembre - Edmond Dame, lottatore francese († 1956)
- 4 novembre - Maria Teresa Mazzei Fabbricotti, pittrice italiana († 1977)
- 5 novembre - Antonio Acqua, attore italiano († 1966)
- 5 novembre - Raymond Dubly, calciatore francese († 1988)
- 5 novembre - Theodore von Eltz, attore statunitense († 1964)
- 5 novembre - Georges Lagouge, ginnasta francese († 1970)
- 5 novembre - Raymond Loewy, designer statunitense († 1986)
- 5 novembre - Roy Stryker, economista e fotografo statunitense († 1975)
- 6 novembre - Edsel Ford, imprenditore statunitense († 1943)
- 6 novembre - Roman Schmidt, aviatore austro-ungarico († 1959)
- 6 novembre - Giuseppe Zampieri, politico italiano († 1976)
- 7 novembre - John F. Hamilton, attore statunitense († 1967)
- 7 novembre - Leatrice Joy, attrice statunitense († 1985)
- 7 novembre - Margaret Leech, storica e scrittrice statunitense († 1974)
- 7 novembre - Tommaso Leone Marchesano, politico e avvocato italiano († 1968)
- 7 novembre - Ivar Swensson, calciatore svedese († 1934)
- 7 novembre - Umberto Vecchina, calciatore italiano († 1954)
- 8 novembre - Georg Andersen, calciatore norvegese († 1974)
- 8 novembre - Aldo Gorio, calciatore italiano († 1915)
- 8 novembre - Lennart Hannelius, tiratore a segno finlandese († 1950)
- 8 novembre - Prajadhipok, sovrano thailandese († 1941)
- 9 novembre - Liam Lynch, militare e patriota irlandese († 1923)
- 9 novembre - Geoffrey Pyke, inventore e educatore britannico († 1948)
- 10 novembre - Vera Barclay, scrittrice e educatrice inglese († 1989)
- 10 novembre - Giulio Benedetti, giornalista italiano († 1969)
- 10 novembre - Karel Kratz, pallanuotista olandese († 1962)
- 10 novembre - Grigorij Petrovič Maksimov, anarchico russo († 1950)
- 10 novembre - John P. Marquand, scrittore e giornalista statunitense († 1960)
- 10 novembre - Aarne Roine, ginnasta finlandese († 1938)
- 11 novembre - William Hamilton, montatore e regista statunitense († 1942)
- 11 novembre - Paul van Zeeland, politico belga († 1973)
- 12 novembre - Marga Cella, attrice italiana († 1964)
- 12 novembre - Frits Clausen, politico danese († 1947)
- 12 novembre - Ernesto Dominici, cantante lirico italiano († 1954)
- 12 novembre - Pasquale Frasconi, supercentenario italiano († 2004)
- 12 novembre - Moshe Menuhin, scrittore russo († 1983)
- 14 novembre - Jean Ballard, editore francese († 1973)
- 14 novembre - Jack Cock, allenatore di calcio e calciatore britannico († 1966)
- 14 novembre - Filippo Alberto di Württemberg, principe tedesco († 1975)
- 14 novembre - Carlo Emilio Gadda, scrittore e poeta italiano († 1973)
- 14 novembre - Adolf Haas, militare tedesco († 1945)
- 15 novembre - Piero Brandimarte, militare italiano († 1971)
- 15 novembre - Alberto Cuttin, calciatore italiano († 1959)
- 15 novembre - Michel Dupoix, calciatore francese († 1961)
- 15 novembre - Grover Jones, sceneggiatore, regista e scrittore statunitense († 1940)
- 15 novembre - Emilio Pantanali, militare italiano († 1952)
- 16 novembre - Alvaro Fantozzi, antifascista italiano († 1922)
- 16 novembre - Bob Kelly, calciatore e allenatore di calcio inglese († 1969)
- 16 novembre - Donald Lippincott, velocista statunitense († 1962)
- 17 novembre - Alain Gerbault, navigatore e tennista francese († 1941)
- 17 novembre - Harry Powers, serial killer olandese († 1932)
- 18 novembre - Karimeh Abbud, fotografa palestinese († 1940)
- 18 novembre - Vittorio Gussoni, pittore italiano († 1968)
- 19 novembre - Anton Eduard van Arkel, chimico olandese († 1976)
- 19 novembre - Johnny Dundee, pugile statunitense († 1965)
- 19 novembre - Sid Daniels, marinaio inglese († 1983)
- 19 novembre - Léon Delsarte, ginnasta francese († 1963)
- 19 novembre - Checco Durante, attore e poeta italiano († 1976)
- 19 novembre - Bert Glennon, direttore della fotografia statunitense († 1967)
- 19 novembre - Attilio Marchesi, calciatore italiano
- 19 novembre - Chrispin Martin, attore statunitense († 1953)
- 19 novembre - Kōgo Noda, sceneggiatore giapponese († 1968)
- 19 novembre - Rudolf von Roman, generale tedesco († 1970)
- 19 novembre - Bob Spears, pistard australiano († 1950)
- 20 novembre - André Bloch, matematico francese († 1948)
- 20 novembre - Giuseppe Mario Boidi, politico italiano († 1982)
- 20 novembre - Zita Fumagalli Riva, soprano italiano († 1994)
- 21 novembre - Ernst Grünfeld, scacchista austriaco († 1962)
- 21 novembre - Harry Ryan, pistard britannico († 1961)
- 21 novembre - Władysław Strzemiński, pittore polacco († 1952)
- 22 novembre - Raymond Collishaw, aviatore canadese († 1976)
- 22 novembre - Joseph Curtel, ciclista su strada francese († 1960)
- 22 novembre - Harley Earl, designer statunitense († 1969)
- 22 novembre - Lazar' Moiseevič Kaganovič, politico e rivoluzionario sovietico († 1991)
- 23 novembre - Emerico Biach, nuotatore italiano († 1972)
- 23 novembre - Henri Collé, ciclista su strada svizzero († 1976)
- 23 novembre - André Poullain, calciatore francese († 1954)
- 23 novembre - Willie "The Lion" Smith, pianista statunitense († 1973)
- 24 novembre - Fern Andra, attrice, regista e sceneggiatrice statunitense († 1974)
- 24 novembre - Konštantín Bauer, pittore e ingegnere slovacco († 1928)
- 24 novembre - Ferdinando Rubino, cantante italiano († 1972)
- 25 novembre - Paolo Supino, generale italiano († 1973)
- 26 novembre - Giovanni Canestrini, giornalista, storico e arbitro di calcio italiano († 1975)
- 26 novembre - Yang Hucheng, generale cinese († 1949)
- 27 novembre - Carlos Alberto Arroyo del Río, politico ecuadoriano († 1969)
- 27 novembre - Federico Guella, militare italiano († 1915)
- 27 novembre - Ralph C. Smith, generale statunitense († 1998)
- 27 novembre - Rodney Soher, bobbista britannico († 1983)
- 28 novembre - Erminio Brevedan, calciatore italiano († 1915)
- 28 novembre - Nicolae Caranfil, schermidore, ingegnere e politico rumeno († 1978)
- 28 novembre - Arthur Endrèze, baritono statunitense († 1975)
- 28 novembre - Mino Fiocchi, architetto italiano († 1983)
- 28 novembre - Béla Károly, calciatore e allenatore di calcio ungherese († 1972)
- 30 novembre - Väinö Kajander, lottatore finlandese († 1978)
- 30 novembre - Ettore Maria Margadonna, sceneggiatore, giornalista e critico cinematografico italiano († 1975)
- 30 novembre - Israel Joshua Singer, scrittore polacco († 1944)

## Dicembre(100)
- 1º dicembre - Ernst Toller, drammaturgo e rivoluzionario tedesco († 1939)
- 2 dicembre - Guido Albanese, compositore italiano († 1966)
- 2 dicembre - Louis Leschi, storico francese († 1954)
- 2 dicembre - Leo Ornstein, compositore e pianista statunitense († 2002)
- 2 dicembre - Walter Risse, calciatore tedesco († 1969)
- 3 dicembre - Giuseppe Benvenuti, militare italiano († 1917)
- 3 dicembre - Julius Bissier, pittore tedesco († 1965)
- 3 dicembre - Haykanowš Danielyan, soprano e pedagogo sovietico († 1958)
- 3 dicembre - Edmond Decottignies, sollevatore francese († 1963)
- 3 dicembre - Lidio Ettorre, anarchico italiano († 1977)
- 3 dicembre - Sofija Fedarovič, scenografa e costumista russa († 1953)
- 3 dicembre - Wilhelm Pelikan, chimico, farmacista e medico austriaco († 1981)
- 4 dicembre - August Cesarec, letterato e pubblicista croato († 1941)
- 4 dicembre - Onorato Damen, politico italiano († 1979)
- 5 dicembre - Kid Williams, pugile danese († 1973)
- 5 dicembre - Guido Rispoli, politico e bibliotecario italiano († 1982)
- 6 dicembre - Sylvia Townsend Warner, scrittrice e poetessa inglese († 1978)
- 6 dicembre - Millard Webb, regista, sceneggiatore e attore statunitense († 1935)
- 7 dicembre - Fay Bainter, attrice statunitense († 1968)
- 7 dicembre - Hermann Balck, generale tedesco († 1982)
- 7 dicembre - Salvatore Bruno, scultore italiano († 1987)
- 7 dicembre - Mihály Pataki, calciatore ungherese († 1977)
- 7 dicembre - Louis Renard, militare francese († 1943)
- 7 dicembre - Luigi Sartini, militare italiano († 1941)
- 8 dicembre - Fernando Altimani, marciatore italiano († 1963)
- 8 dicembre - Earl Moran, illustratore statunitense († 1984)
- 9 dicembre - Alfonso Cortés, poeta nicaraguense († 1969)
- 9 dicembre - Musa Ghiatuddin Riayat Shah di Selangor, sovrano malese († 1955)
- 10 dicembre - Lew Brown, compositore e paroliere statunitense († 1958)
- 10 dicembre - Harry McCoy, attore, sceneggiatore e regista statunitense († 1943)
- 11 dicembre - Alceu Amoroso Lima, critico letterario, scrittore e giornalista brasiliano († 1983)
- 11 dicembre - Ugo Cantutti, ingegnere italiano († 1983)
- 12 dicembre - Edward G. Robinson, attore rumeno († 1973)
- 13 dicembre - Giordano Ottolini, militare italiano († 1916)
- 13 dicembre - Richard Parke, bobbista statunitense († 1950)
- 13 dicembre - Ana Pauker, politica romena († 1960)
- 13 dicembre - Stanisław Szukalski, scultore e pittore polacco († 1987)
- 14 dicembre - Gaspare Pasta, pentatleta e dirigente sportivo italiano († 1979)
- 15 dicembre - Victor Milner, direttore della fotografia statunitense († 1972)
- 15 dicembre - Amleto Poveromo, militare italiano († 1953)
- 15 dicembre - Josef Sedláček, calciatore cecoslovacco († 1985)
- 15 dicembre - Thorleif Tharaldsen, calciatore norvegese († 1979)
- 17 dicembre - Bruno Coceani, prefetto e storico italiano († 1978)
- 17 dicembre - Pietro Omodei Zorini, avvocato, calciatore e arbitro di calcio italiano († 1974)
- 17 dicembre - Erwin Piscator, regista teatrale, regista cinematografico e critico teatrale tedesco († 1966)
- 18 dicembre - Joseph Alzin, sollevatore e lottatore lussemburghese († 1930)
- 18 dicembre - Oreste Cignoli, ciclista su strada italiano († 1980)
- 18 dicembre - Emerich Hermann, allenatore di calcio ungherese
- 18 dicembre - Luigi Lucotti, ciclista su strada italiano († 1980)
- 18 dicembre - Michiyuki Yamada, ammiraglio giapponese († 1944)
- 19 dicembre - Thomas Humphrey Marshall, sociologo inglese († 1981)
- 19 dicembre - Alexis Michiels, ciclista su strada belga († 1976)
- 19 dicembre - Giuseppe Peverelli, politico italiano († 1969)
- 20 dicembre - Mikołaj Bołtuć, generale polacco († 1939)
- 20 dicembre - Charlotte Bühler, psicologa tedesca († 1974)
- 20 dicembre - Piero Campelli, calciatore italiano († 1946)
- 20 dicembre - Omero Chiesa, pentatleta e nuotatore italiano
- 20 dicembre - Wilhelm Frankl, militare e aviatore tedesco († 1917)
- 20 dicembre - Vilhelm Lange, ginnasta danese († 1950)
- 20 dicembre - Ernesto Morandi, calciatore italiano († 1947)
- 20 dicembre - Ettore Vivani, militare italiano († 1923)
- 21 dicembre - Georges Buchard, schermidore francese († 1987)
- 21 dicembre - Giovanni Giuliani, pittore e incisore italiano († 1965)
- 21 dicembre - Francesco Giuseppe di Thurn und Taxis, principe († 1971)
- 22 dicembre - Bruno Bellini, calciatore, arbitro di calcio e dirigente sportivo italiano († 1947)
- 22 dicembre - Louis Coroller, ingegnere aeronautico francese († 1988)
- 22 dicembre - Elvira Poli, ingegnera italiana († 1977)
- 22 dicembre - Silvio Stritzel, allenatore di calcio e calciatore italiano († 1970)
- 23 dicembre - Roy Brown, aviatore canadese († 1944)
- 23 dicembre - Giuseppe Caraci, geografo e storico italiano († 1970)
- 23 dicembre - José Castellanos Contreras, militare e diplomatico salvadoregno († 1977)
- 23 dicembre - Raymond Cazanave, fumettista, scrittore e pedagogista francese († 1961)
- 23 dicembre - Sholto Douglas, generale britannico († 1969)
- 23 dicembre - Ann Pennington, ballerina e attrice statunitense († 1971)
- 23 dicembre - Hans Schmidt, calciatore e allenatore di calcio tedesco († 1971)
- 23 dicembre - Giuseppe Turbiani, arbitro di calcio e dirigente sportivo italiano († 1959)
- 24 dicembre - Emo Agostini, militare italiano († 1941)
- 24 dicembre - Carl Brisson, attore e cantante danese († 1958)
- 24 dicembre - Wout Buitenweg, calciatore olandese († 1976)
- 24 dicembre - Paul Nivoix, commediografo, sceneggiatore e giornalista francese († 1958)
- 24 dicembre - Harry Warren, compositore e paroliere statunitense († 1981)
- 25 dicembre - Joe Rock, produttore cinematografico, attore e regista statunitense († 1984)
- 25 dicembre - Viggo di Rosenborg, principe danese († 1970)
- 25 dicembre - Natale Santero, politico e chirurgo italiano († 1971)
- 25 dicembre - Harry Stenqvist, ciclista su strada svedese († 1968)
- 25 dicembre - Mark Stepanovič Tereščenko, regista cinematografico ucraino († 1982)
- 25 dicembre - Edith Thompson, assassina britannica († 1923)
- 26 dicembre - Guido Bergamo, medico, politico e antifascista italiano († 1953)
- 26 dicembre - Secondo Caire, calciatore italiano († 1956)
- 26 dicembre - Vito Giuseppe Galati, politico, scrittore e giornalista italiano († 1968)
- 26 dicembre - Mao Zedong, rivoluzionario, politico e militare cinese († 1976)
- 27 dicembre - Primo Gibelli, militare italiano († 1936)
- 29 dicembre - Berthold Bartosch, animatore e regista ceco († 1968)
- 29 dicembre - Vera Brittain, scrittrice, pacifista e giornalista britannica († 1970)
- 29 dicembre - Edna Flugrath, attrice statunitense († 1966)
- 29 dicembre - Agne Holmström, velocista svedese († 1949)
- 31 dicembre - Federico Cristiano di Sassonia, nobile († 1968)
- 31 dicembre - Robert Jacquinot, ciclista su strada francese († 1980)
- 31 dicembre - Luigi Martinati, illustratore, pubblicitario e pittore italiano († 1983)
- 31 dicembre - Ettorina Mazzucchelli, ballerina e coreografa italiana († 1950)

## Senza giorno specificato(104)
- Evgenij Vladimirovič Alekseevskij, chimico sovietico († 1947)
- Eduardo Alterio, calciatore argentino
- George Anderson, calciatore inglese († 1959)
- Fausto Andreani, politico e avvocato italiano († 1965)
- Merle Armitage, scrittore, scenografo e manager statunitense († 1975)
- Angelo Barzon, militare italiano († 1941)
- Evarist Basiana i Arbiell, vignettista e pittore spagnolo († 1967)
- Albert Bedane, patriota francese († 1980)
- Alfred Bellinger, archeologo e numismatico statunitense († 1978)
- Gaetano Bertelli, politico italiano († 1977)
- Ferruccio Bonapace, militare italiano († 1941)
- Mario Borello, prete e militare italiano († 1981)
- Ali Ashgar Borujerdi, serial killer iraniano († 1934)
- Bertha Bracey, insegnante britannica († 1989)
- Alessandro Butti, grafico e disegnatore italiano († 1959)
- Corrado Carmassi, pittore italiano († 1982)
- Ronald de Carvalho, poeta, saggista e storico brasiliano († 1935)
- Eustachio Catalano, pittore italiano († 1975)
- Luigi Catoni, attore e comico italiano († 1953)
- Giacomo Ciamberlani, pittore e disegnatore italiano († 1965)
- Geminiano Cibau, scultore e ceramista italiano († 1969)
- Alfredo Codona, circense messicano († 1937)
- Gigi Comolli, pittore italiano († 1976)
- John Cope, medico e esploratore britannico († 1947)
- Ernesto Corradi, pentatleta italiano
- Roberto Cozzi, calciatore italiano († 1964)
- Mario Della Foglia, pittore italiano († 1940)
- Robert Dottrens, pedagogista svizzero († 1984)
- Lev Favorskij, calciatore russo († 1969)
- Maria Ferrero Gussago, artista italiana († 1982)
- Luigi Fiorentini, militare italiano († 1942)
- Enrico Follis, calciatore italiano († 1916)
- Romolo Fowst, militare italiano († 1938)
- Arnaldo Fuzzi, ingegnere italiano († 1974)
- Rina Gaioni, attrice teatrale italiana († 1984)
- Emma Galli, pittrice italiana († 1982)
- Stevan Galogaža, scrittore e giornalista serbo († 1944)
- Ermanno Geymonat, giornalista, regista cinematografico e sceneggiatore italiano († 1925)
- Cesare Giardini, traduttore, scrittore e storico italiano († 1970)
- Luigi Giovè, militare italiano († 1938)
- Anselmo Govi, pittore e decoratore italiano († 1953)
- Gaetano Grandi, avvocato e politico italiano († 1973)
- Gino Graziani, imprenditore italiano († 1976)
- Pietro Grosso, militare italiano († 1937)
- Vasilii Petrovich Gutsevich, geologo kazako († 1956)
- Wesley Harding, calciatore inglese († 1925)
- Walter Hauser, architetto statunitense († 1959)
- Ivon Hitchens, pittore britannico († 1979)
- Béla Husz, botanico e micologo ungherese († 1954)
- Guido Iannello, militare e aviatore italiano († 1931)
- Antonija Javornik, militare serba († 1974)
- Marcel e Madeleine Koehler, attore francese
- Nikolaj Nikolaevič Korotkov, calciatore russo († 1954)
- José Lago Millán, allenatore di calcio spagnolo
- Franz Lahner, aviatore austro-ungarico († 1966)
- Juan Legnazzi, calciatore uruguaiano
- Ines Lidelba, attrice teatrale italiana († 1961)
- Ralph Linton, antropologo statunitense († 1953)
- Marcel Lobelle, ingegnere belga († 1967)
- Lorenzo Lorenzetti, militare italiano († 1939)
- Renato Dario Lupo, militare italiano († 1943)
- Achille Magni, attivista italiano († 1960)
- Felix H. Man, fotografo britannico († 1985)
- Enric Martí i Carreto, avvocato, imprenditore e dirigente sportivo spagnolo († 1971)
- Joan Matamala, scultore spagnolo († 1977)
- Giuseppe Messina, gesuita, storico delle religioni e orientalista italiano († 1951)
- Ercole Miani, militare e antifascista italiano († 1968)
- Serafino Migazzo, militare italiano († 1937)
- Angelo Molinari, imprenditore italiano († 1975)
- Mario Mona, militare italiano († 1943)
- Silvio Montanarella, aviatore e ammiraglio italiano († 1986)
- Cecilia Motzo Dentice d'Accadia, pedagogista, scrittrice e filosofa italiana († 1981)
- Nasibù Zemanuel, militare, politico e diplomatico etiope († 1936)
- Arthur Newberry Choyce, militare e poeta britannico († 1937)
- Aldo Olschki, editore italiano († 1963)
- Silvio Paternostro, militare italiano († 1937)
- Aleksandr Aleksandrovič Petrov, calciatore russo († 1942)
- Vittorio Picelli, sindacalista italiano († 1979)
- Stanisława Popielska, sensitiva polacca
- Abdón Porte, calciatore uruguaiano († 1918)
- Qazi Muhammad, politico curdo († 1947)
- Herbert Read, poeta e critico letterario britannico († 1968)
- Léon Reinach, compositore francese († 1944)
- Luigi Ricci, direttore d'orchestra e arrangiatore italiano († 1981)
- Richard Richards, fisico e esploratore australiano († 1985)
- Margarita Ruiz de Lihory y Resino, nobile spagnola († 1968)
- Naji Shawkat, politico iracheno († 1980)
- Riad Shawki, calciatore egiziano († 1943)
- W. J. Smith, allenatore di calcio inglese († 1957)
- William Smith, pistard sudafricano († 1958)
- Erminio Sommaruga, militare italiano († 1943)
- Tivadar Soros, esperantista, scrittore e avvocato ungherese († 1968)
- Giuseppe Steiner, bobbista italiano
- Sükhbaataryn Yanjmaa, politica mongola († 1963)
- Guglielmo Tagliacarne, statistico italiano († 1979)
- Tang Fuxiang, calciatore e allenatore di calcio cinese († 1953)
- Stefano Tuscano, poeta italiano († 1966)
- Nikolaj Nikolaevič Urvancev, geologo e esploratore russo († 1985)
- Laura Veccia Vaglieri, orientalista e arabista italiana († 1989)
- George Waldemar, critico d'arte francese († 1970)
- Marion Warner, attrice statunitense
- Saadallah al-Jabiri, politico siriano († 1947)
- Abd Allah bin Abd al-Rahman Al Sa'ud, principe saudita († 1976)
- Philippe de Zara, giornalista e scrittore francese († 1984)